# Дюссельдорф
Дюссельдо́рф (нем. Düsseldorf МФА: [ˈdʏsl̩ˌdɔɐ̯f]о файле, н.-нем. Düsseldörp) — город на западе Германии, в Рейнско-Рурском регионе, административный центр федеральной земли Северный Рейн-Вестфалия и резиденция земельного правительства округа Дюссельдорф. Население — 629 567 человек (2023). Первое упоминание Дюссельдорфа относится к 1135 году, статус города — с 1288 года.
Расположенный в центре Рейнско-Рурского и европейского экономического регионов, Дюссельдорф — наряду с Берлином, Франкфуртом-на-Майне, Мюнхеном и Гамбургом — входит в пятёрку крупнейших экономических, транспортных, культурных и политических центров Германии. В нём находятся штаб-квартиры множества крупных компаний, в том числе E.ON и Henkel Group. Городской аэропорт является международным транспортным узлом. В Дюссельдорфе расположены две гавани, а также многочисленные высшие учебные заведения, в частности Дюссельдорфская академия художеств и Университет Генриха Гейне.

## География

### Положение

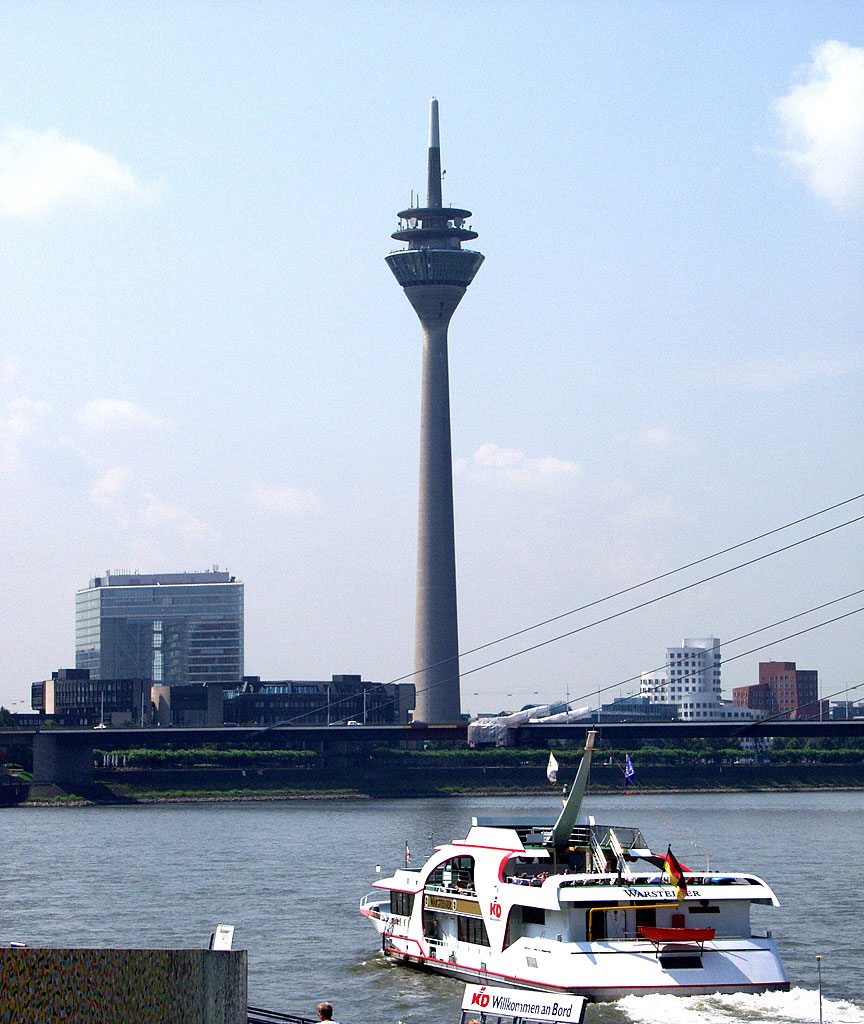
Рейн в Дюссельдорфе

Город расположен на правом берегу Рейна в его нижнем течении, в месте впадения в него реки Дюссель. В настоящее время ряд районов Дюссельдорфа (Оберкассель, Нидеркассель, Хеердт и Лёрик) расположены на левом берегу Рейна.
Город находится немного южнее Рурской области, в агломерации Рейн-Рур (Rhein-Ruhr), являющейся одной из самых больших в Европе и крупнейшей в Германии. В 20 городах и 14 районах на территории свыше 10000 км² проживает свыше 11 миллионов человек.
Самая высокая точка города — Зандберг (Sandberg) в районе Хюббельрат на востоке достигает 165,20 м, самой низкой является место впадения реки Шварцбах (Schwarzbach) в Рейн на севере — 28,23 м над уровнем моря. Географический центр города находится в Дюссельтале.
Дюссельдороф лежит в центральноевропейском часовом поясе.

### Соседние города
Дюссельдорф граничит на севере с Дуйсбургом, Ратингеном и Мюльхаймом, на востоке — с Меттманом, Эркратом и Хильденом, на юге — с Лангенфельдом, на западе — с Нойсом, Мербушем и Дормагеном.
В связи с разрастанием городов часто граница между ними является исключительно юридическим понятием и проходит по одной из улиц (особенно это касается западных границ города).

### Климат
Климат Дюссельдорфа преимущественно океанический, что обусловлено открытым в направлении Северного моря рельефом. Доминирующие западные ветры приносят с собой влажные воздушные массы. В результате для города характерны мягкая, бесснежная зима и умеренно тёплое и влажное лето. В целом погода переменная. При среднегодовой температуре в 10,6 °C в Дюссельдорфе за год выпадает около 800 мм осадков. Город является одним из регионов с самой мягкой зимой в Германии — снег тут бывает в среднем только в течение одиннадцати дней в году. С 1504 солнечными часами в год Дюссельдорф занимает в списке солнечных городов Германии одно из последних мест.
| Показатель                    | Янв. | Фев. | Март | Апр. | Май  | Июнь | Июль | Авг. | Сен. | Окт. | Нояб. | Дек. | Год   |
| ----------------------------- | ---- | ---- | ---- | ---- | ---- | ---- | ---- | ---- | ---- | ---- | ----- | ---- | ----- |
| Средний суточный максимум, °C | 4,5  | 6,2  | 9,8  | 13,8 | 18,5 | 21,4 | 23,1 | 23   | 19,7 | 15   | 8,9   | 5,5  | 14,2  |
| Средний суточный минимум, °C  | −1,3 | −1,2 | 1,1  | 3,6  | 7,6  | 10,7 | 12,4 | 12,1 | 9,5  | 6,3  | 2,4   | −0,2 | 5,3   |
| Норма осадков, мм             | 62,2 | 48,3 | 63,6 | 54,8 | 73,5 | 85,9 | 84,3 | 77,1 | 61,6 | 55   | 55    | 71,9 | 793,2 |
| Источник:                     |      |      |      |      |      |      |      |      |      |      |       |      |       |

| Климатограмма Дюссельдорфа                      | Климатограмма Дюссельдорфа | Климатограмма Дюссельдорфа | Климатограмма Дюссельдорфа | Климатограмма Дюссельдорфа | Климатограмма Дюссельдорфа | Климатограмма Дюссельдорфа | Климатограмма Дюссельдорфа | Климатограмма Дюссельдорфа | Климатограмма Дюссельдорфа | Климатограмма Дюссельдорфа | Климатограмма Дюссельдорфа |
| ----------------------------------------------- | -------------------------- | -------------------------- | -------------------------- | -------------------------- | -------------------------- | -------------------------- | -------------------------- | -------------------------- | -------------------------- | -------------------------- | -------------------------- |
| Я                                               | Ф                          | М                          | А                          | М                          | И                          | И                          | А                          | С                          | О                          | Н                          | Д                          |
| 62.2 4,5 - 1,3                                  | 48.3 6,2 - 1,2             | 63.6 9,8 1,1               | 54.8 13,8 3,6              | 73.5 18,5 7,6              | 85.9 21,4 10,7             | 84.3 23,1 12,4             | 77.1 23 12,1               | 61.6 19,7 9,5              | 55 15 6,3                  | 55 8,9 2,4                 | 71.9 5,5 - 0,2             |
| Температура в °C • Сумма осадков в мм Источник: |                            |                            |                            |                            |                            |                            |                            |                            |                            |                            |                            |

### Административная структура

Округа и районы Дюссельдорфа до отделения Книтткуля

Дюссельдорф состоит из 10 городских округов (Stadtbezirk), которые, в свою очередь, подразделяются на 50 районов (Stadtteile). В каждом округе существует представительство (Bezirksvertretung), состоящее из 19 членов, избирающихся на коммунальных выборах. Во главе представительства стоит его председатель (Bezirksvorsteher). Представительства не имеют собственного бюджета и обладают лишь совещательным голосом.
- Округ 01: Альтштадт, Дерендорф, Гольцхайм, Карлштадт, Пемпельфорт, Штадтмитте
- Округ 02: Düsseltal, Флингерн-Норд, Флингерн-Зюд
- Округ 03: Бильк, Флее, Фридрихштадт, Hafen, Hamm, Oberbilk, Unterbilk, Volmerswerth
- Округ 04: Heerdt, Lörick, Niederkassel, Oberkassel
- Округ 05: Ангермунд, Кайзерсверт, Калькум, Лохаузен, Stockum, Виттлаер
- Округ 06: Lichtenbroich, Mörsenbroich, Rath, Unterrath
- Округ 07: Gerresheim, Grafenberg, Ludenberg, Hubbelrath, Knittkuhl
- Округ 08: Eller, Lierenfeld, Unterbach, Vennhausen
- Округ 09: Benrath, Hassels, Himmelgeist, Holthausen, Itter, Reisholz, Урденбах, Wersten
- Округ 10: Garath, Hellerhof

## Население

### Численность

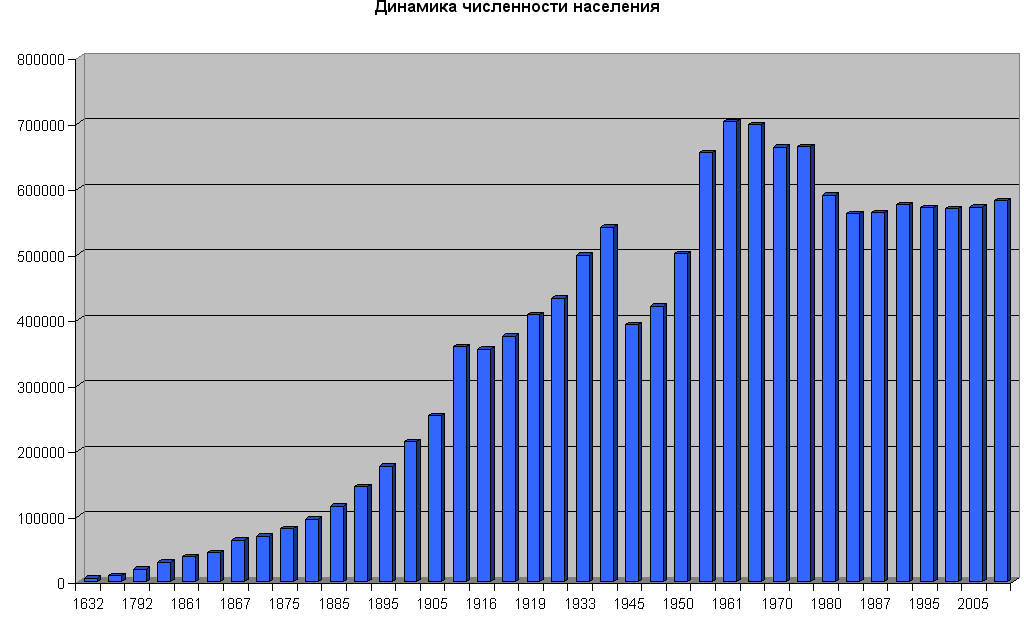
Динамика численности населения

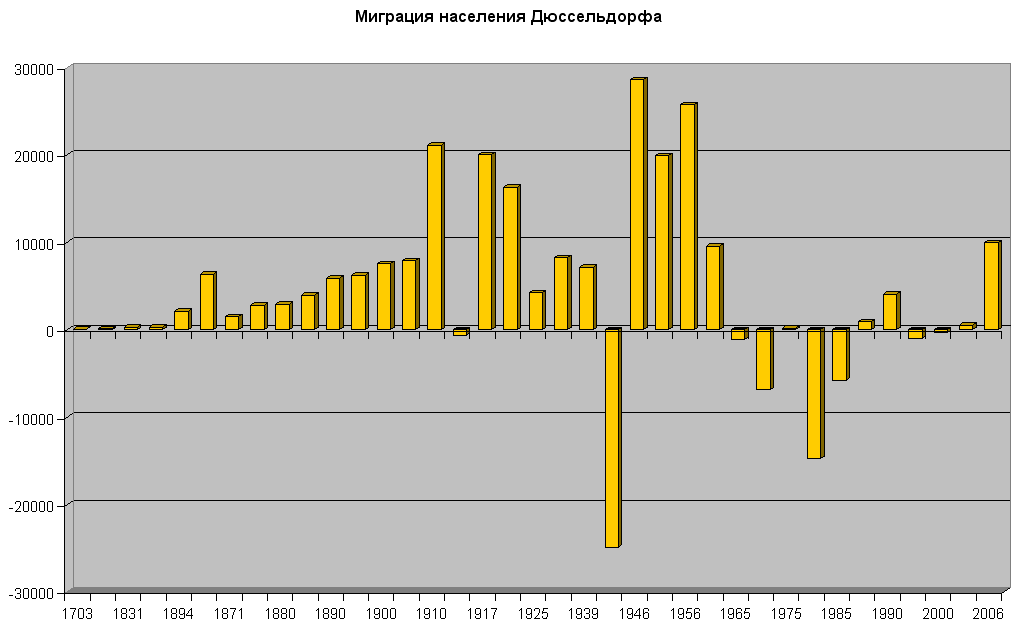
Миграция населения

Индустриализация XIX века дала сильный толчок росту населения города. Если в 1834 году в Дюссельдорфе проживало около 20 тысяч человек, то уже в 1882 году население города впервые превысило отметку в 100 000 человек. Благодаря этому город формально получил статус крупного центра — гроссштата. В 1905 году в городе было уже 250 000 человек, а к 1933 году, после поглощения Кайзерверта и некоторых других пригородов, это число ещё раз удвоилось.
Серьёзное влияние на население Дюссельдорфа оказала вторая мировая война. В результате начавшихся ещё в 1940 году бомбардировок погибло свыше 5000 жителей города. Около половины всех зданий были разрушены, а из оставшихся — 90 % повреждены. В сумме за годы войны в результате эвакуаций, бегства, депортаций и авианалётов Дюссельдорф потерял около 57 % населения (306 тыс. человек), численность которого снизилась с 541 тысячи в мае 1939 года до 235 тысяч в марте 1945 года.
С окончанием войны жители начали возвращаться в город. В 1962 году население Дюссельдорфа достигло своего исторического максимума в 705 391 человек. Переезд жителей города в пригороды привёл к снижению этого числа и в 80—90-х годах XX века население города колебалось около отметки в 570 тысяч человек. 1 января 1975 года в состав Дюссельдорфа вошли города Ангермунд и Монхайм-на-Рейне, что увеличило его население ещё на 56 920 человек до 620 тысяч, однако в результате решения земельного конституционного суда в Мюнстере по иску администрации Монхайма, с 1 июля 1976 года Монхайм снова стал самостоятельным городом.
Ближе к концу XX века тенденция роста возобновилась — так, в 2005 году в городе проживало 573 449 человек, а к концу 2011 года в городе было зарегистрировано 592 393 человека. С 2009 года Дюссельдорф — седьмой по величине город Германии и второй по численности город Северного Рейна-Вестфалии. Он уступает лишь Кёльну, обходя Дортмунд и Эссен. К 2030 году прогнозируется увеличение населения города до 645 600 человек.
| Год            | Население |
| -------------- | --------- |
| 1632           | 5 000     |
| 1703           | 8 573     |
| 1792           | 18 794    |
| 1831           | 29 233    |
| 3 декабря 1861 | 37 900    |
| 3 декабря 1864 | 44 300    |
| 3 декабря 1867 | 63 400    |
| 1 декабря 1871 | 69 365    |
| 1 декабря 1875 | 80 695    |
| 1 декабря 1880 | 95 458    |
| 1 декабря 1885 | 115 190   |
| 1 декабря 1890 | 144 642   |
| 2 декабря 1895 | 175 985   |
| 1 декабря 1900 | 213 711   |
| 1 декабря 1905 | 253 274   |
| 1 декабря 1910 | 358 728   |
| 1 декабря 1916 | 354 747   |
| 5 декабря 1917 | 374 770   |
| 8 октября 1919 | 407 338   |
| 16 июня 1925   | 432 633   |

| Год              | Население |
| ---------------- | --------- |
| 16 июня 1933     | 498 600   |
| 17 мая 1939      | 541 410   |
| 31 декабря 1945  | 392 316   |
| 29 октября1946   | 420 909   |
| 13 сентября 1950 | 500 516   |
| 25 сентября 1956 | 654 850   |
| 6 июня 1961      | 702 596   |
| 31 декабря 1962  | 705 391   |
| 31 декабря 1965  | 698 007   |
| 27 мая 1970      | 663 586   |
| 31 декабря 1975  | 664 336   |
| 31 декабря 1980  | 590 479   |
| 31 декабря 1985  | 561 686   |
| 25 мая 1987      | 563 531   |
| 31 декабря 1990  | 575 794   |
| 31 декабря 1995  | 571 030   |
| 31 декабря 2000  | 569 364   |
| 31 декабря 2005  | 571 886   |
| 30 декабря 2008  | 586 850   |
| 31 декабря 2011  | 592 393   |

1. 1 2 3 4 5 6 7 8 9 10 11 12 13 14 15 16 17 18 19 20 21 22 23 24 25  Результаты переписи
2. ↑  Оценка на основании количества использовавших продуктовых карточек

### Национальный состав
Титульной нацией Дюссельдорфа являются немцы, составляющие 82,38 % всего населения города. Крупнейшими национальными меньшинствами являются турки (2,37 %), греки (1,60 %), итальянцы (1,10 %), японцы (0,85 %) и выходцы из стран СНГ (1,50 %) (31 декабря 2011). Следует заметить, что эти данные не учитывают лиц, получивших гражданство Германии (в особенности это касается представителей турецкой и русскоязычной диаспор).

### Диалект
В некоторых социальных слоях города до сих пор используется дюссельдорфский диалект немецкого языка — дюссельдорфский платт (нем. Düsseldorfer Platt). Входивший исходно в рейнско-маасскую языковую группу (в частности, будучи близким к лимбургскому языку), он перенял столько особенностей от использовавшихся южнее рипуарских диалектов, что в настоящее время часто причисляется к ним.
По имени городского района Бенрат названа важная в германистике Бенратская линия, разделяющая нижненемецкие и верхненемецкие диалекты.

## История

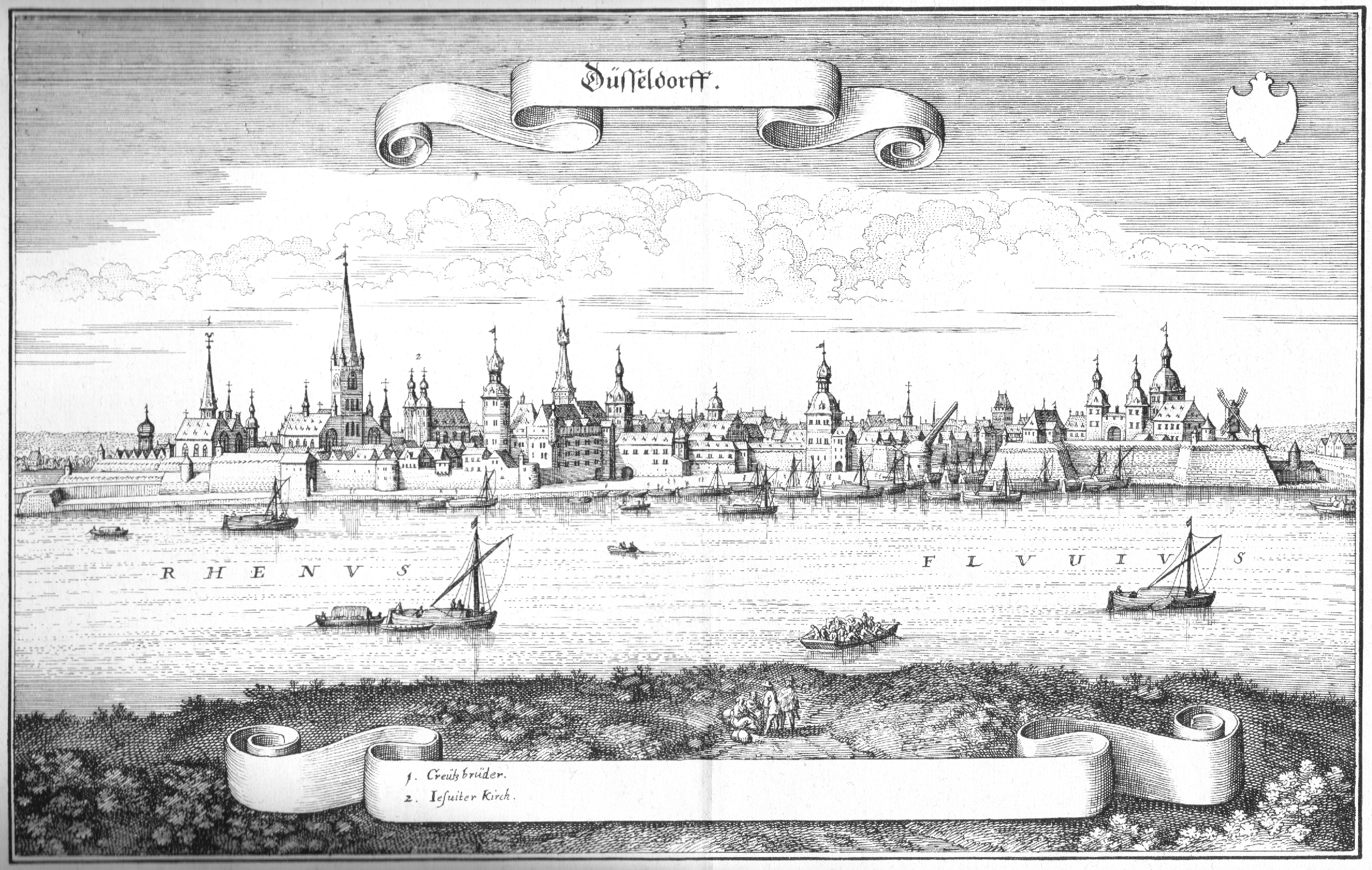
Дюссельдорф в 1647 году

Первые поселения германцев вблизи устья речки Дюссель на восточном берегу Рейна существовали ещё до 500 года. Первое письменное упоминание о селе под названием Дуссельдорп (Dusseldorp) относится к 1135 году.
14 августа 1288 года граф Адольф V фон Берг пожаловал Дюссельдорфу статус города. Предшествовала этому кровопролитная борьба за власть между архиепископом Кёльнским с одной стороны и графом фон Бергом и жителями Кёльна с другой. Решающим сражением стала битва при Воррингене (Worringen) 5 июня 1288 года, в котором архиепископ Кёльнский, протестовавший против выдачи Дюссельдорфу этого статуса, потерпел поражение.
После того, как в 1380 году граф Вильгельм II получил от короля Венцеля титул имперского князя, он решил оставить перенести свою резиденцию из отдалённого замка Бург на Вуппере. Новая столица графства Бергского была укреплена, а с 1386 года сам Вильгельм и его супруга Анна переехали в новый замок на рейнской набережной. В 1385 году Дюссельдорф стал резиденцией герцогов фон Берг.
В 1384—1395 годах город существенно расширился, была заложена Базилика Святого Ламберта.
При Вильгельме V Богатом город стал региональным центром гуманитарных наук и либерального католицизма. После того, как в 1609 году у юлихско-бергской ветви не осталось наследников и в связи с последовавшим за этим споре о праве наследования между Бранденбургом и Пфальц-Нойбургом, городом стал править от имени императора испанский генерал Амброзио Спинола.
После окончания войны за клевское наследство Дюссельдорф перешёл под власть пфальцграфов Нойбургских.
Курфюрст Иоганн Вильгельм фон Пфальц, которого дюссельдорфцы называли Ян Веллем (Jan Wellem), после разрушения резиденции в Гейдельберге во время войны Аугсбургской лиги избрал Дюссельдорф своей главной резиденцией. Этот период отмечен значительной градостроительной активностью. Строительный бум продолжился и при его наследнике курфюрсте Карле Теодоре, который основал многие замки и институты Дюссельдорфа, положил начало многим коллекциям. В его честь был назван один из центральных районов города — Карлштадт.
Несмотря на систему укреплений, воздвигнутую вокруг города в 1732 году, во время Семилетней войны он был захвачен французами в 1757 году, а затем капитулировал перед герцогом Фердинандом Брауншвейгским (1758 год).
Во время наполеоновских войн Дюссельдорф был снова захвачен французами в 1795 году и был оккупирован ими до 1801 года, когда по условиям Люневильского мирного договора он возвращен Баварии. По условиям договора крепостные укрепления должны были быть снесены. Северная сторона укреплений была превращена в Защищённую гавань.

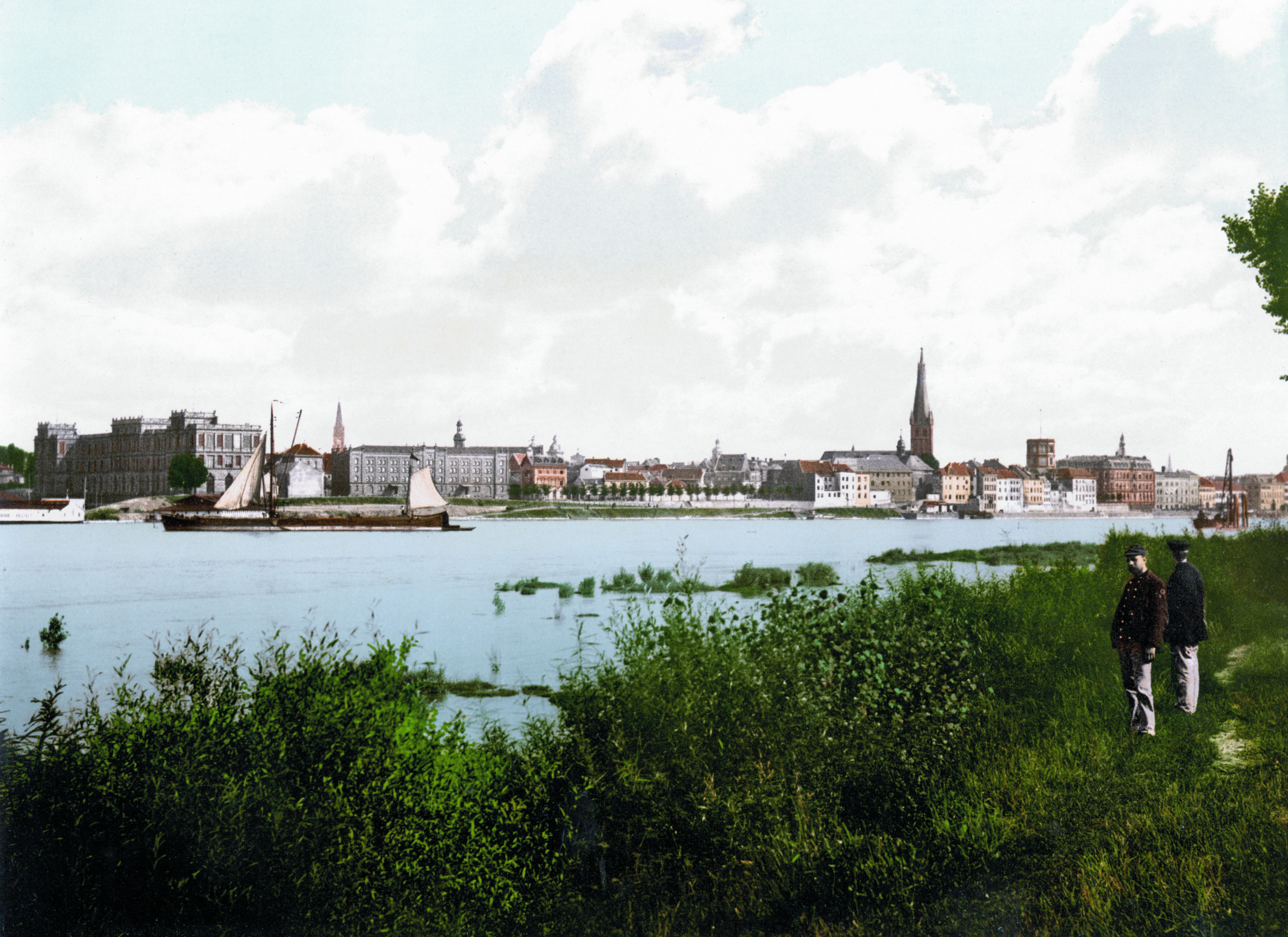
Дюссельдорф в 1900 году

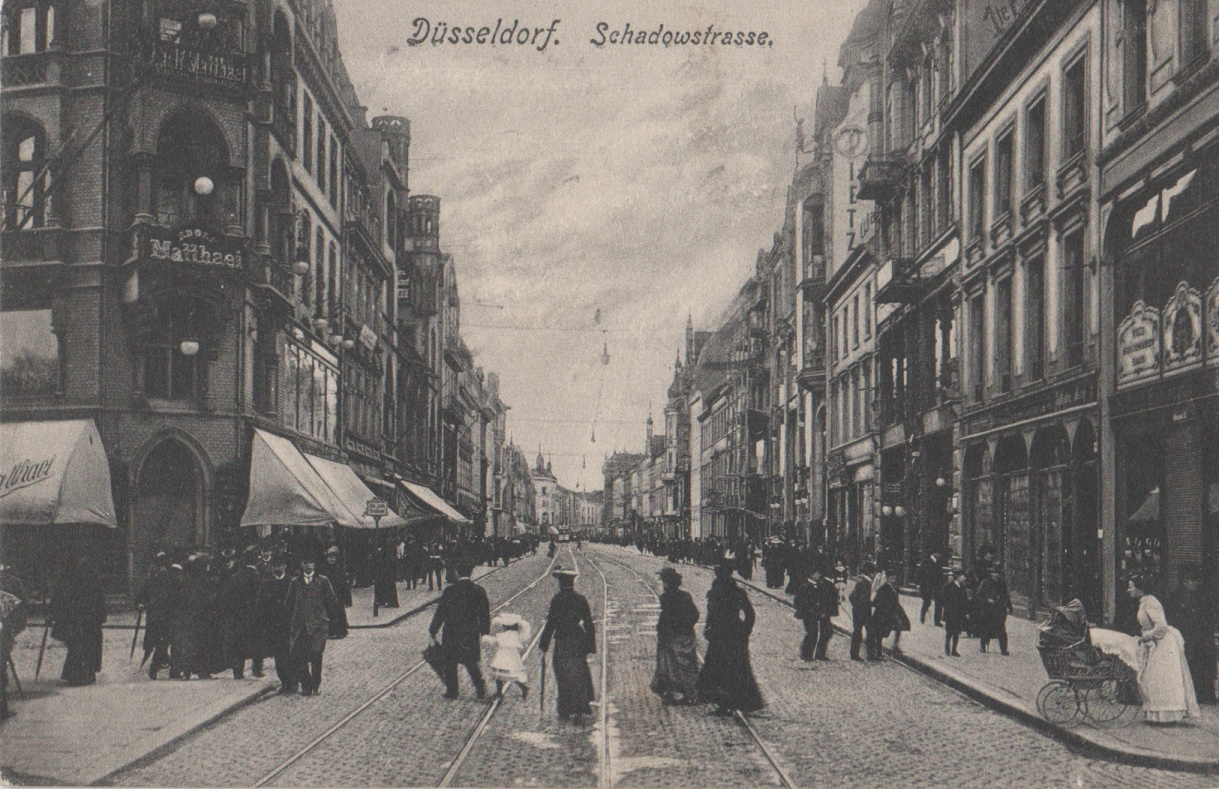
Schadowstrasse, Дюссельдорф в 1906 году

По Шёнбруннскому договору Дюссельдорф вновь попал под французское влияние и в 1806 году стал столицей великого герцогства Бергского — вассального государства Франции, основанного Наполеоном I после его победы при Аустерлице в 1805 году на землях между территориями Французской империи на Рейне и королевством Вестфалия. Великими герцогами были до 1808 года — Иоахим Мюрат, затем — сам император и, наконец, с 1809 года — его несовершеннолетний племянник Наполеон Луи Бонапарт. В 1810 году Наполеон ввёл свой гражданский кодекс, приведший, в частности к эмансипации евреев в великом герцогстве. Сам город продолжал расти — в нём появились первые эспланады — Новая аллея (Neue Allee, ныне Королевская аллея) и бульвар Наполеона (Boulevard Napoléon, ныне Аллея Генриха Гейне).
После поражения Наполеона оставленное французскими войсками герцогство Бергское было занято армией Прусского королевства. По итогам венского конгресса Дюссельдорф в 1815 году вместе со всем великим герцогством окончательно перешёл к Пруссии.
В 1816 году город стал самостоятельной административной единицей — столицей округа, однако уже в 1820 году город и округ были снова объединены. После создания в 1822 году Рейнской провинции в Дюссельдорфе разместились её ландтаг и ландесхауптман. В 1872 году Дюссельдорф снова стал автономным.
В этот период начался стремительный рост города. Уже в 1880 году в Дюссельдорфе было шесть районов: Альтштадт (первоначальный Дюссельдорф), на северном берегу Дюсселя, Карлштадт (основанный в 1767 году) на юге, построенный в 1690—1716 годах на некотором отдалении Нойштадт, Фридрихштадт на юго-востоке, а также Кёнигштадт и Пемпельфорт на востоке.
Сразу после полудня 8 марта 1921 года над городом появились французские разведывательные самолеты. Чуть позже в город вошли французские и бельгийские войска. Два года спустя Дюссельдорф и лежащий севернее Дуйсбург послужили плацдармами для занятия союзниками Рурского бассейна. После принятия немецким правительством плана Дауэса оккупация Рурского региона и Дюссельдорфа была прекращена 1 сентября 1925 года.
В 1929 году округ Дюссельдорф вошёл в состав нового района Дюссельдорф-Меттманн, который был переименован в район Меттманн в рамках реформы 1975 года.
После прихода к власти в Германии НСДАП 11 апреля 1933 года в Дюссельдорфе гитлерюгендом было проведено массовое сожжение «нежелательной литературы» (среди прочего были сожжены книги Генриха Гейне). 10 ноября 1938 года во время «хрустальной ночи» были сожжены синагоги на улице Казеренштрассе и в районе Бенрат. 27 октября 1941 года с грузового вокзала в районе Дерендорф были отправлены первые заключенные в концентрационные лагеря в Польше.
В окрестности Дюссельдорфа в годы Второй мировой войны располагались концлагеря «Берта» и «Дюссельдорф-Лохаузен», филиалы «Бухенвальда».
Первые бомбардировки Дюссельдорфа во Второй мировой войне начались в 1940 году. К моменту их окончания в 1945 году под бомбами погибли свыше 5000 гражданских жителей города, более половины домов было разрушено, 90 % — повреждено. Все мосты через Рейн, большинство улиц, защитные дамбы, подземные и надземные переходы были уничтожены. В апреле 1945 года, незадолго до конца войны, группа горожан попыталась лишить власти правящую в городе национал-социалистическую партию и без боя перейти на сторону союзников. Попытка была подавлена, а некоторые из её организаторов — расстреляны. Однако боевой дух был подорван и 17 апреля 1945 года американские войска практически без боя взяли город.
В 1946 году Дюссельдорф стал столицей земли Северный Рейн-Вестфалия. Хотя в городе и появлялись заводы и фабрики, он развивался в основном как административный центр. Об этом свидетельствует и данное в те годы Дюссельдорфу прозвище «Письменный стол Рурского бассейна» (нем. Schreibtisch des Ruhrgebiets). Это привело к тому, что город стал крупным экономическим, торговым (особенно после постройки выставочного комплекса Düsseldorfer Messe в 1971 г.) и культурным (оперный театр — 1970, филармония — 1978, коллекция произведений искусства Северного Рейна — Вестфалии в 1986) центром. В 1965 году был открыт Дюссельдорфский университет.

## Религия

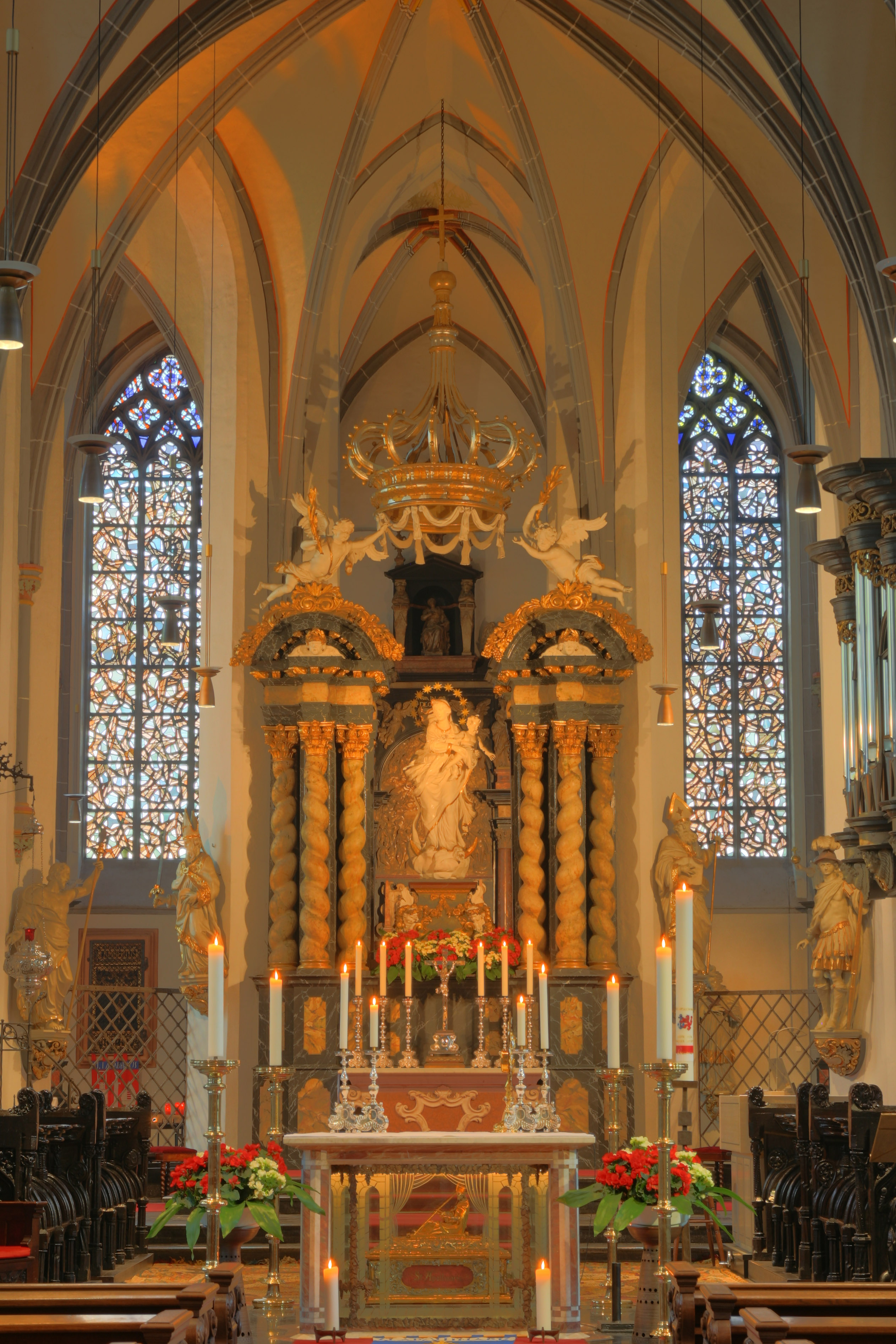
Базилика Св. Ламберта. Рака c реликвиями св. Аполлинария

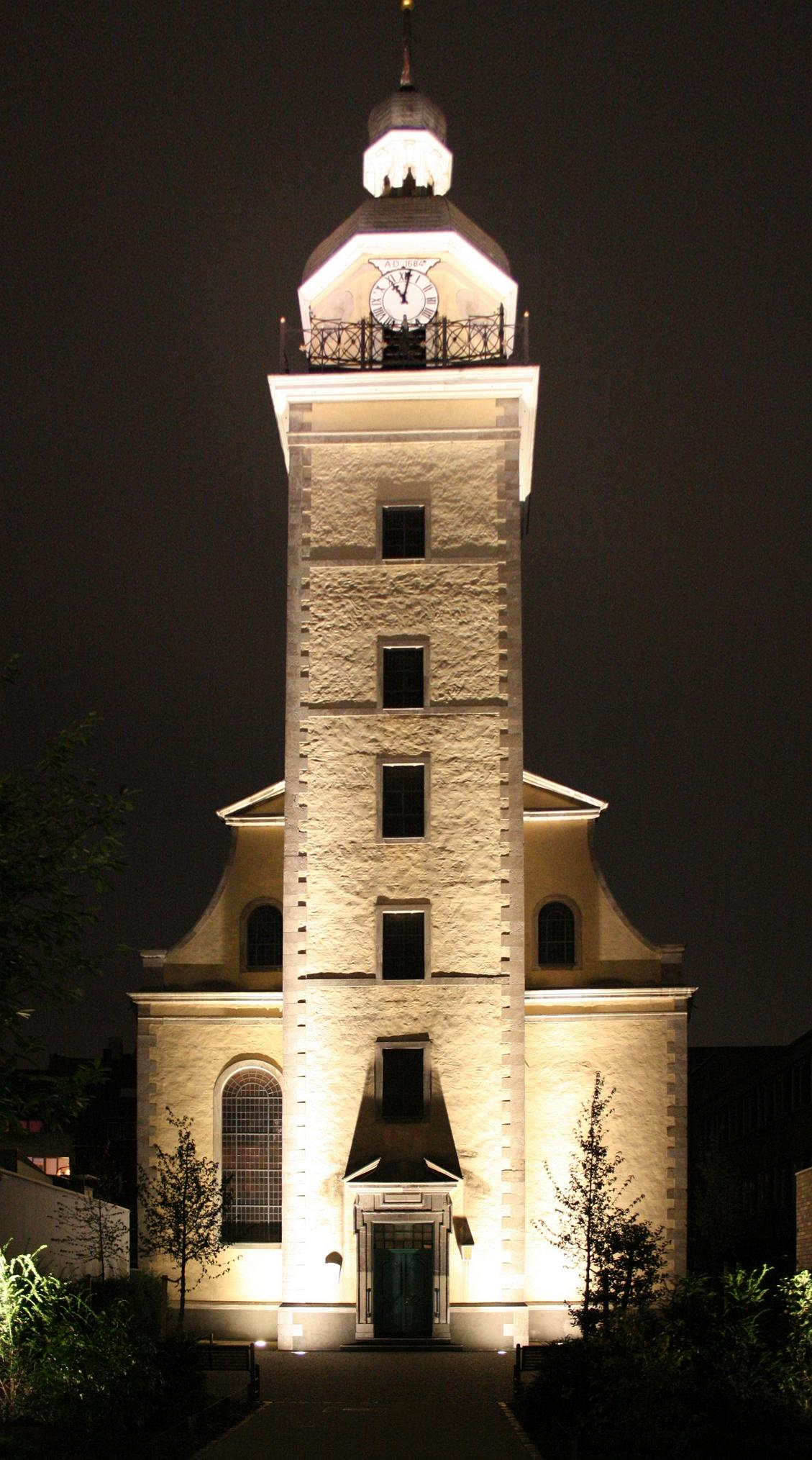
Неандеркирхе

### Христианство

#### Католицизм
С момента основания Дюссельдорф входил в Кёльнское архиепископство. Несмотря на сильное влияние Реформации, в городе проживало немало католиков. Они принадлежали сначала к Нойскому деканату, а с 28 июля 1621 года — отдельному деканату с центром в Дюссельдорфе. Наполеон планировал создание отдельного Дюссельдорфского епископства, однако распад Великого герцогства Берг в 1813 году не дал этим планам осуществиться.
В городе проживают около 195 тысяч католиков (2009), что составляет около 33 % населения города. Они объединены в 5 деканатов: северный, центральный, южный, восточный и Бенрат. Главными католическими храмами Дюссельдорфа являются базилика Святого Ламберта, храм Апостола Андрея, храм святого Максимилиана и храм Святой Цецилии.
Святым покровителем города считается Аполлинарий Равеннский, чьи реликвии хранятся в базилике Святого Ламберта.

#### Протестантизм
Впервые влияние Реформации в Дюссельдорфе проявилось в 1527 году, когда благодаря реформистским настроениям герцога Вильгельма V Баварского была основана лютеранская община при церкви св. Ламберта. После изменения отношения церковной власти к протестантизму в 1571 году началось притеснение протестантов. Лютеранская община и образованная в 1573 году реформистская община вынуждены были до окончания гонений в 1590 году проводить встречи и богослужения в домах своих членов. С 1609 по 1614 год протестантам было разрешено проводить открытые службы (лютеранская община вела их в помещении на Берегерштрассе, реформисты — в доме молитвы на Андреаштрассе). После прихода к власти в 1614 году радикально настроенного Вольфганга Вильгельма фон Рфальц-Нойбурга и до середины XVII века открытые службы были вновь запрещены, а общины вернулись к домашним встречам. В 1651 году в рамках права на свободу вероисповедания службы были возобновлены в молельном доме на Болькерштрассе. В 1683 году община сумела построить свою собственную церковь в центре города, однако она была построена в глубине квартала, так как не должна была иметь выхода на улицу. В 1916 году она получила название Неандеркирхе (нем. Neanderkirche) в честь пастора Иоахима Неандера.
С тех пор протестантская община в городе постоянно росла и развивалась и 1 октября 1934 года управление протестантскими церквями в прирейнском регионе (нем. Konsistorium der Rheinprovinz) было перенесено из Кобленца в Дюссельдорф.
В настоящее время в Дюссельдорфе существуют 4 церковных округа: северный, восточный, южный и Меттман, при этом последний объединяет в основном приходы в пригородах города. В городе проживают около 116 тысяч протестантов (2009), что составляет около 20 % населения города.

#### Православие и автокефальные церкви
Наряду с двумя крупными конфессиями, в Дюссельдорфе также существуют большое количество православных и автокефальных церквей. Объединённые общей комиссией православных церквей, в Дюссельдорфе существуют греко-православная (улица Ам Шёненкамп (нем. Am Schönenkamp)), русско-православная (храм Покрова Пресвятой Богородицы на Эллерштрассе 213), румынско-православная, сербско-православная, коптская (Пёленвег, район Графенберг) и украинско-православная церкви.

#### Прочие христианские церкви
Возле северного парка находится крупная англиканская церковь; на Кантадорштрассе — здание центральной германской апостольской церкви; на Брухштрассе — дюссельдорфский христианский центр (пятидесятников); баптистские общины на Акер-, Луизен- и Кантадорштрассе; методистская церковь на Гогенцоллернштрассе; община старокатоликов на Ашаффенбургерштрассе в районе Райсхольц.

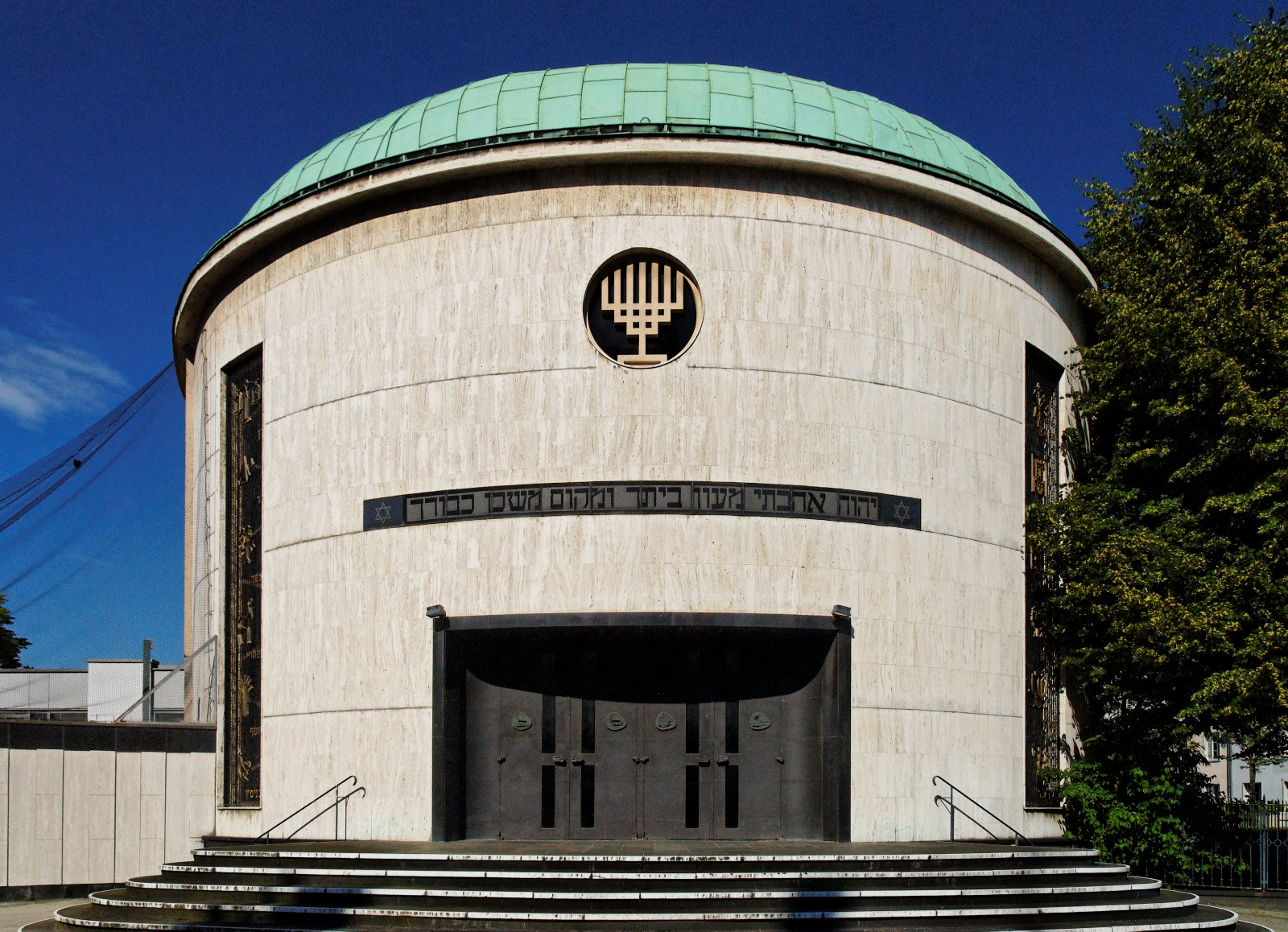
«Новая синагога»

В Дюссельдорфе также есть 5 общин новоапостольской церкви: Бенрат, Дерендорф, Эллер, Флингер и Герресхайм; мормонская церковь и несколько собраний свидетелей Иеговы, также на русском языке.

### Иудаизм
Еврейская община Дюссельдорфа, насчитывающая около 7400 членов, является третьей по величине в Германии. Вместо старой синагоги на Казеренштрассе, уничтоженной во время «Хрустальной ночи» 1938 г., в 1958 г. была построена новая на Цитенштрассе в районе Дерендорф. Общине принадлежат детский сад, начальная школа им. Ицхака Рабина, гимназия и дом для пожилых людей. Почти 90 % членов общины — эмигранты из стран бывшего СССР.

### Буддизм

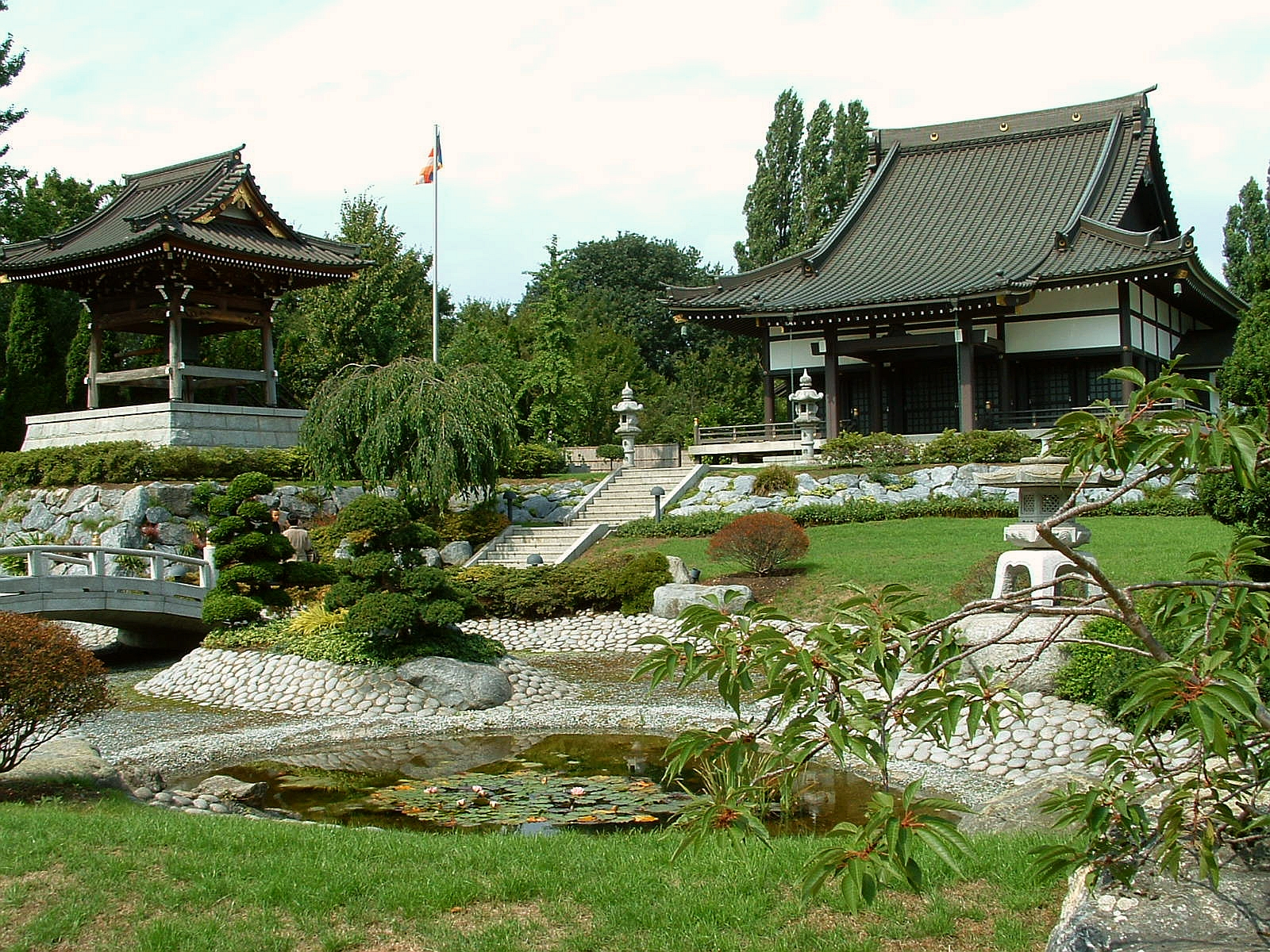
Буддийский храм

На левом берегу Рейна в районе Нидеркассель на территории японской общины находится единственный в Европе буддийский храм школы дзёдо-синсю. Он воздвигнут в классическом японском стиле из бетона и окружён японским садом. Рядом с ним находятся помещения для чайных церемоний и библиотека.
Кроме того, в Дюссельдорфе есть центры большинства буддийских течений: ригпа, амитабха, кандзэон сангха (дзен-буддизм), «алмазный путь» ламы Оле Нидал и также множества других групп.

### Ислам
В Дюссельдорфе есть несколько мусульманских общин, однако они не объединены неким единым центром, а образуются по принципу национальной принадлежности (турки, марокканцы, иранцы) их членов.

## Политика

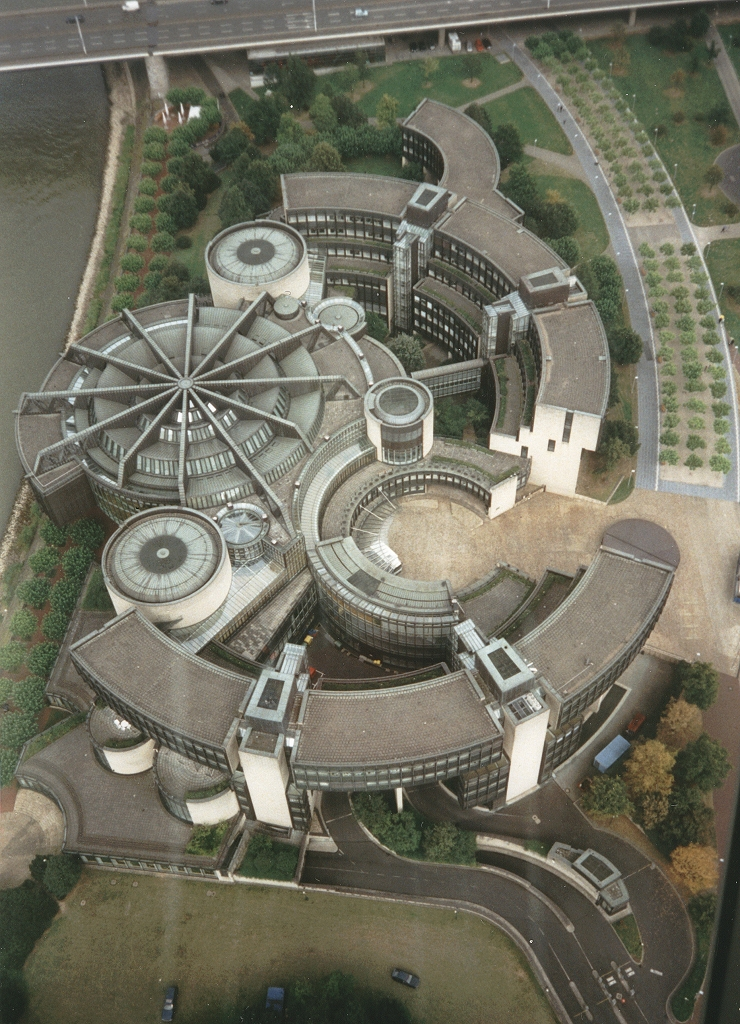
Ландтаг — парламент СРВ

В XIII веке во главе Дюссельдорфа стояли шеффены. С 1303 городом управляет бургомистр, при этом в начале он тоже был шеффеном. Наряду с ним с 1358 существовал также Совет, делившийся на назначавшийся пожизненно Старый Совет (нем. Alter Rat) и переизбиравшийся каждый год Молодой Совет (нем. Junger Rat). В управлении городом так же принимал участие представитель герцога, носивший звание Amtmann. С середины XV века наряду с вышеуказанными органами существовал также общественный совет нем. Gemeindeausschuss из 12 человек, принимавших участие в выборах бургомистра и принятии важных решений, однако не представлявший собой реального инструмента влияния горожан. После перехода Дюссельдорфа под власть Франции в городе был организован муниципальный совет (переименованный в 1815 в совет общины нем. Gemeinderat), состоявший из 30 членов. C 1856 они стали называться городскими депутатами (нем. Stadtverordnete), затем — членами городского собрания (нем. Ratsherren), при этом их число многократно менялось. Глава города носил во время французской оккупации титул мэра, а после перехода Дюссельдорфа во власть Пруссии — обер-бургомистра.
В период национал-социализма обер-бургомистр назначался НСДАП. После Второй мировой войны военное командование британской оккупационной зоны, в которую входил город, назначило нового обер-бургомистра и приняло муниципальную конституцию по британскому образцу. Согласно ей, населением избирался городской совет (нем. Rat der Stadt), его члены назывались депутатами (нем. Stadtverordnete). Совет выбирал из своего состава обер-бургомистра, игравшего роль председателя совета и представлявшего город. Наряду с ним с 1946 совет выбирал и главу городского самоуправления (нем. Oberstadtdirektor). Подобное двоевластие просуществовало до 1999, когда обер-бургомистр стал и главой городского самоуправления. Также в с 1999 обер-бургомистр избирается прямым голосованием жителей города. Обер-бургомистром Дюссельдорфа с 1999 являлся Иоахим Эрвин (ХДС). После смерти последнего в 2008 году пост обер-бургомистра Дюссельдорфа занимал Дирк Эльберс (ХДС) (2008—2014), с 2014 года Томас Гайзель (СДПГ), а с 2020 года Штефан Келлер (ХДС).

### Городской совет
|      | ХДС | СДПГ | Партия Зелёных | СвДП | Левая | АдГ | Вольт | ПАРТИЯ | Свободные избиратели | TIERSCHUTZ hier! | Klimaliste | Итого |
| 2020 | 30  | 16   | 22             | 8    | 4     | 3   | 2     | 2      | 1                    | 1                | 1          | 90    |

### Герб
Оригинальный герб города, содержавший только якорь, был создан одновременно с получением Дюссельдорфом прав города. Якорь символизировал связь города и его жителей с Рейном и рейнским судоходством.
С конца XVII века наряду с этим простым гербом использовался второй, на котором была изображена печать дюссельдорфской коллегии шёффенов (нем. Schöffenkollegiums). На ней был изображён Бергский лев — геральдическое животное герцогства Берг, держащий якорь в лапах. С середины XVIII века это изображение окончательно вытеснило старый городской герб.
После многочисленных изменений, внесённых в герб в XIX и XX веках, геральдик Отто Хупп в 1938 году убрал с герба большинство добавлений и придал ему современную форму: на серебряном щите изображён стоящий на задних лапах двухвостый красный лев герцогов фон Берг в синей короне, держащий в лапах опущенный синий якорь.

## Экономика и инфраструктура
| Крупнейшие публичные компании, базирующиеся в Дюссельдофе по версии Fortune 2000 Global (2012). |                            |      |
| Германия                                                                                        | Компания                   | Мир  |
| 17                                                                                              | Henkel Group               | 327  |
| 18                                                                                              | Metro AG                   | 343  |
| 20                                                                                              | E.ON                       | 409  |
| 42                                                                                              | GEA Group                  | 1325 |
| 50                                                                                              | IKB Deutsche Industriebank | 1710 |

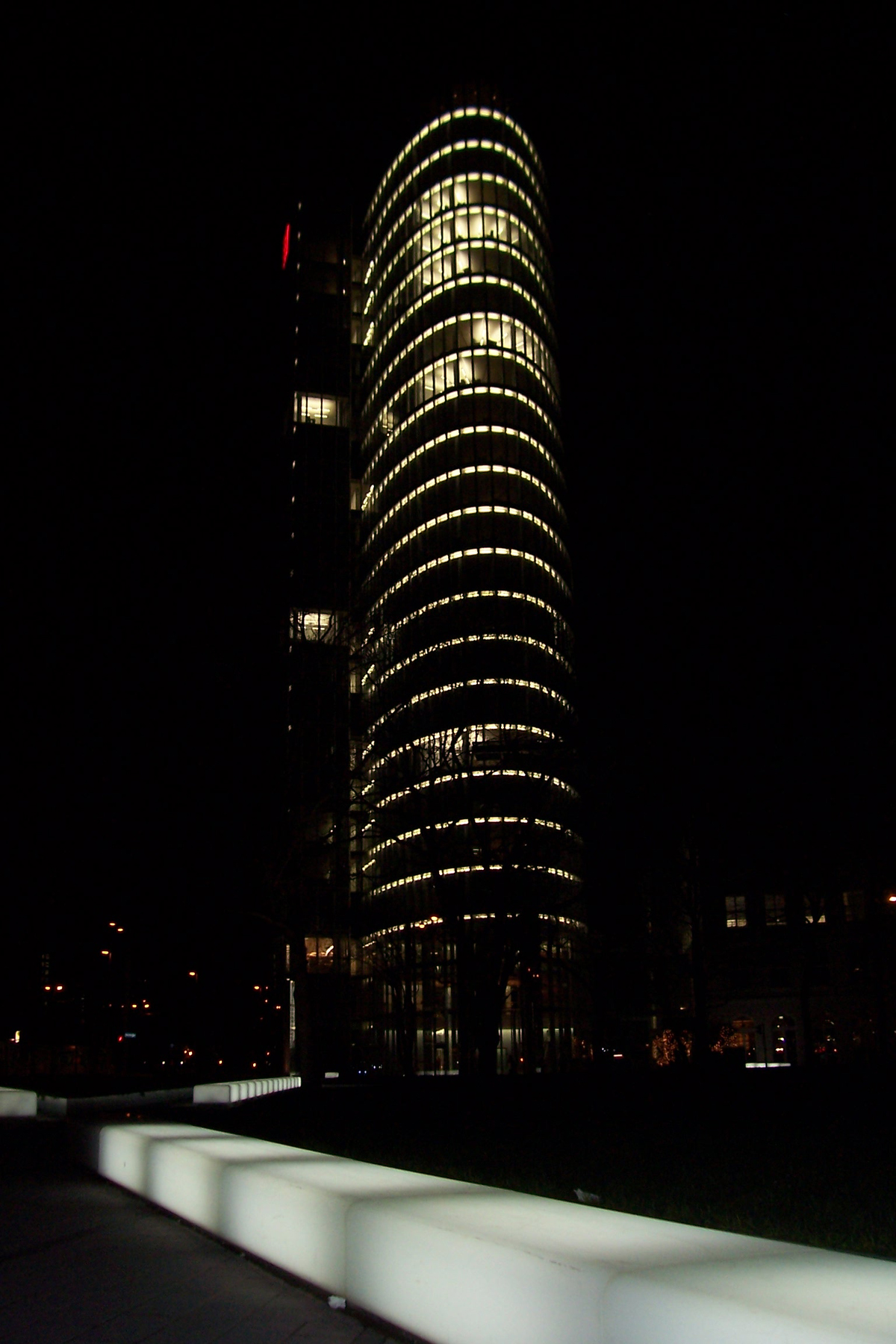
Офисное здание GAP 15

Дюссельдорф — один из наиболее экономически развитых городов Рейнско-Рурского региона. Важными факторами, приведшими к этому, наряду с расположением в центре крупнейшей агломерации Германии, являются наличие третьего по величине в Германии международного аэропорта и выставочного центра.
Дюссельдорф — ведущий центр в областях рекламы, европейского патентоведения, телекоммуникационных технологий, немецкий «город моды». Здесь проводится крупнейшая в мире модельная выставка «Collections Premieren Düsseldorf» (CPD), выставка в области полиграфии «Drupa». В городе работает один из немногих дотком-стартапов, переживших крах пузыря доткомов, — Surplex и один из крупнейших частных поставщиков радиочастот Uplink Network.
Уступая только Франкфурту, Дюссельдорф является вторым в Германии банковским и биржевым центром, тут находится дюссельдорфская биржа и крупнейшая в Европе транспортная биржа TC Truck&Cargo. Штаб-квартиры множества крупных фирм (Henkel, Vodafone Germany, Metro AG, E.ON, Rheinmetall, Degussa, NRW.BANK, WestLB, E-Plus) зарегистрированы в городе. Daimler производит в Дюссельдорфе Mercedes-Benz Sprinter, Volkswagen AG — VW Crafter, а крупнейшая в континентальной Европе японская колония принесла городу прозвище «Ниппон-на-Рейне». В городе также работает Дюссельдорфская ярмарка.

### Транспорт

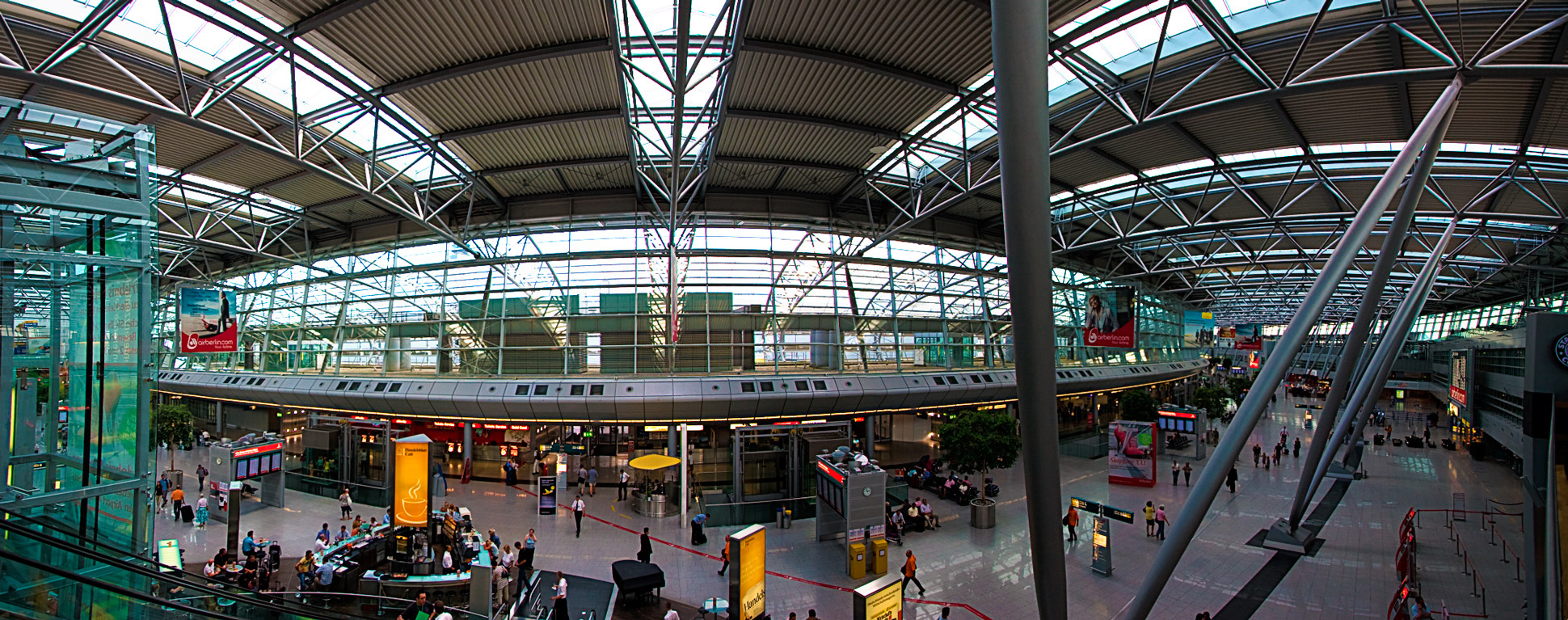
Аэропорт Дюссельдорф, панорама терминала B

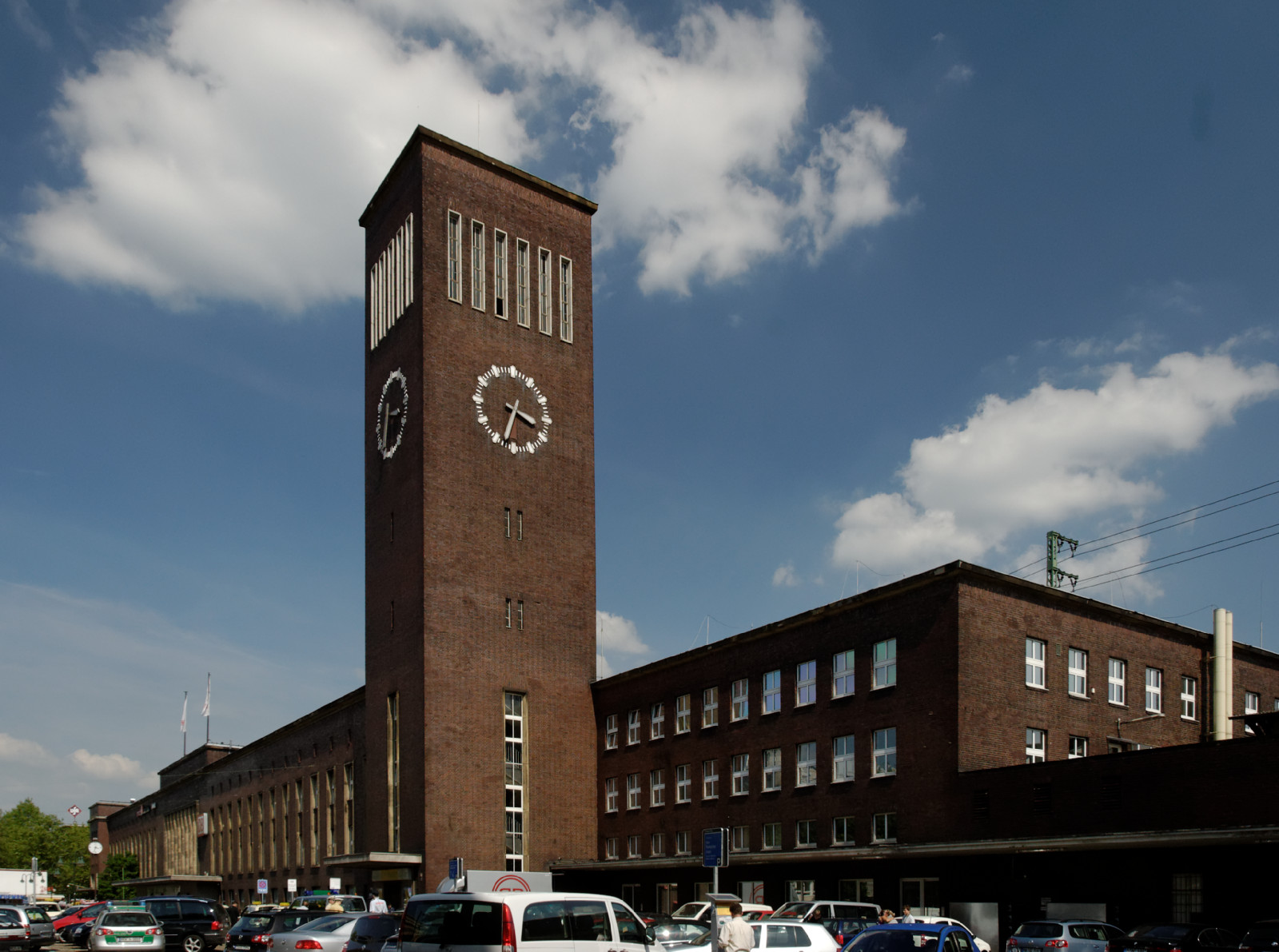
Дюссельдорфский вокзал

Аэропорт Дюссельдорф, расположенный на севере города, является третьим по величине международным аэропортом Германии. Пассажирооборот аэропорта, являющегося хабом авиакомпаний Lufthansa и Air Berlin, составляет 20,83 миллиона человек (2012).. 60 авиакомпаний связывают его со 180 городами в 50 странах. Автоматический подвесной монорельсовый поезд Sky Train соединяет терминал со станцией скоростных поездов дальнего следования. Пригородные поезда (S-Bahn) уходят со станции, расположенной под зданием терминала. В ближайших окрестностях города находятся также аэропорты Кёльн/Бонн, Дортмунд и Веце.
Центральный вокзал Дюссельдорфа обслуживает более 1100 поездов ежедневно. Наряду с пригородными поездами и региональными экспрессами, он обслуживает также скоростные (InterCity/IC, EuroCity/EC) и сверхскоростные (Intercity-Express/ICE, Thalys) маршруты дальнего следования. 5 линий пригородных поездов в сочетании с 24 станциями позволяют быстро добраться как в любой район Дюссельдорфа, так и во все близлежащие города. Пригородные линии входят в тарифную систему транспортного объединения Рейн-Рур. После закрытия и сноса сортировочной станции Дерендорф (Derendorf) крупнейшей грузовой станцией Дюссельдорфского железнодорожного узла является грузовой вокзал соседнего Нойса.
Железнодорожную сеть дополняют 11 маршрутов легкого метро (Stadtbahn), покрывающих не только сам Дюссельдорф, но и близлежащие города Дуйсбург, Ратинген, Нойс, Меербуш и Крефельд. Опускаясь под землю в центре, поезда дюссельдорфского метротрама проходят в окраинных районах по поверхности. 7 маршрутов трамваев (Straßenbahn) и 92 автобусных маршрута позволяют добраться в любой уголок города и его окрестностей. Также имеются шесть скоростных пригородных автобусных маршрутов (нем. Schnellbus) и три маршрута скоростных автобусов-экспрессов — метробус. Оператором системы является компания Rheinbahn AG.
Для туристов имеется экскурсионный автобус City-Tour с аудиогидом на немецком, английском, нидерландском, испанском, французском, итальянском, японском, арабском, русском и китайском языках.
Густая сеть автобанов охватывает Дюссельдорф со всех сторон, частично пересекая и сам город — на севере — A 44 (Мёнхенгладбах — Бохум), на юге — А 46 (Хайнсберг — Хаген) и отходящий от развязки Дюссельдорф-Юг (Düsseldorf Süd) A 59 в направлении Леверкузена, на западе — А 57 (Кёльн — Крефельд) и на востоке — А 3 (Оберхаузен — Кёльн — Франкфурт-на-Майне). Кроме того, сквозь город проходят скоростные трассы B 1, B 7, B 8, B 228 и B 326.
С мая по октябрь по Рейну в Дуйсбург и Дормаген-Цонс регулярно ходят пассажирские суда.
Дюссельдорф — единственный город в Германии, в котором пешеходные светофоры используют жёлтый сигнал, запрещающий начало перехода, однако дающий возможность завершения перехода. Также используется сочетание красного и жёлтого сигналов, обозначающее предстоящее включение зелёного сигнала.

### Мосты

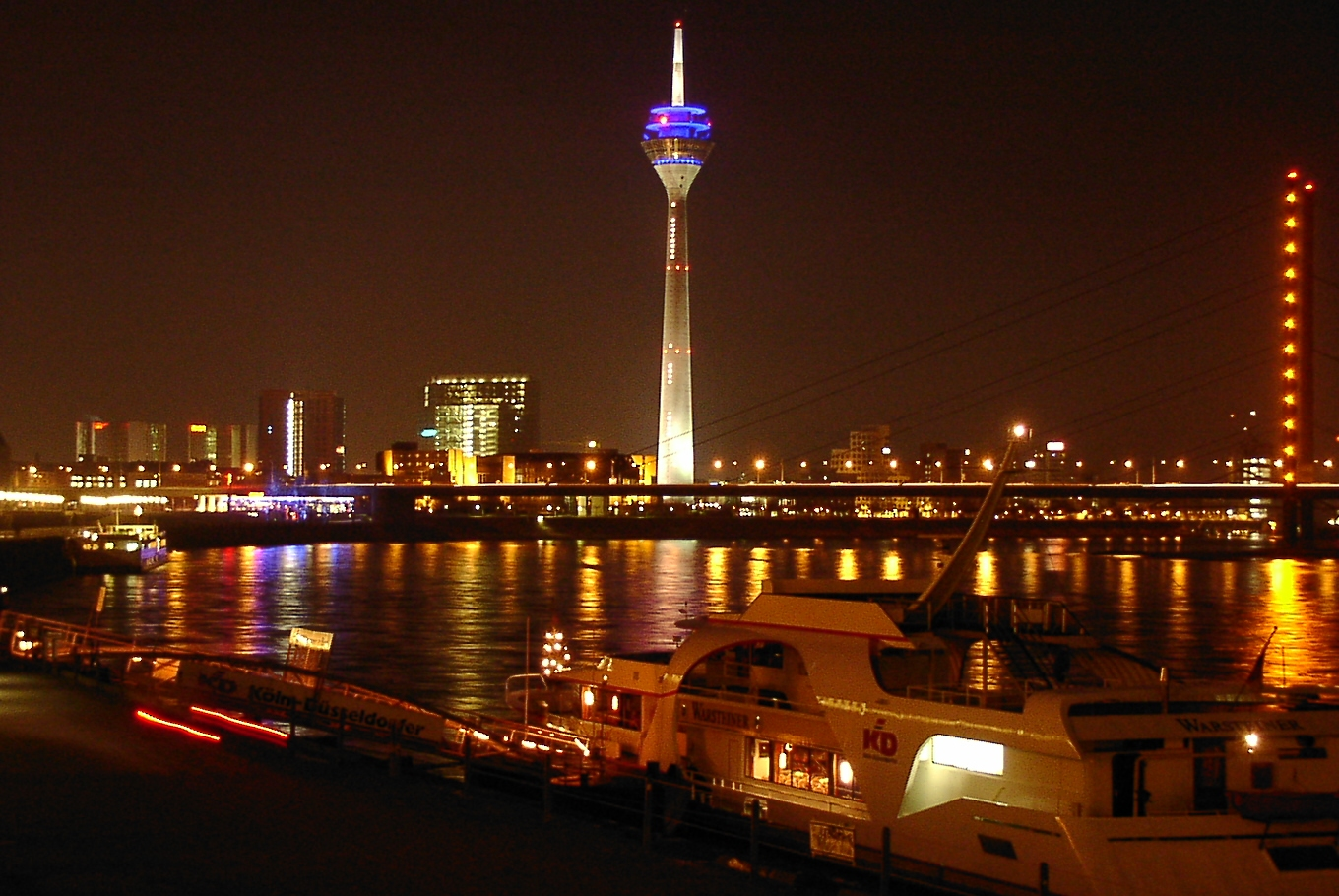
Мост Rheinkniebrücke

В Дюссельдорфе через Рейн проложено 7 мостов (перечислены в порядке с севера на юг):
- Flughafenbrücke
- Мост Теодора Хойса
- мост Oberkasseler
- Rheinkniebrucke
- Hammer Eisenbahnbrücke (железнодорожный)
- Josef-Kardinal-Frings-Brücke
- Fleher Brücke

## Культура и образование

### Театры

#### Классический и современный театр

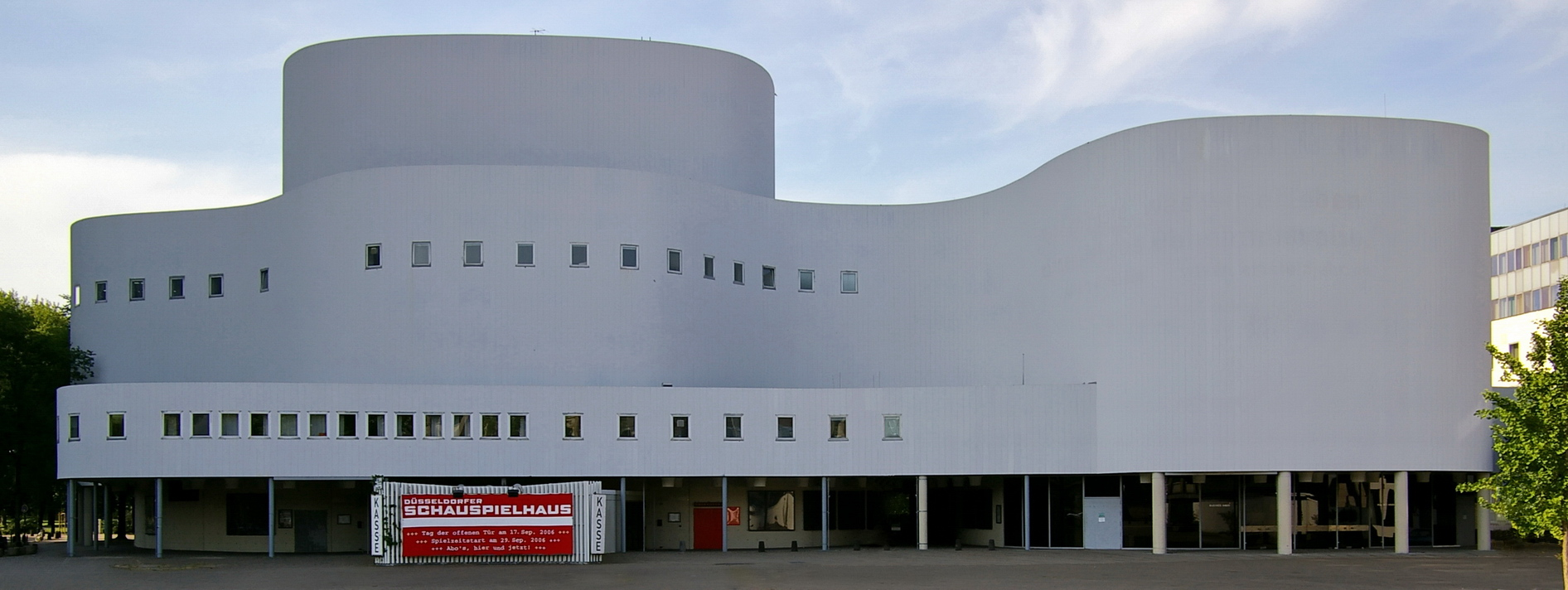
Дюссельдорфский театр

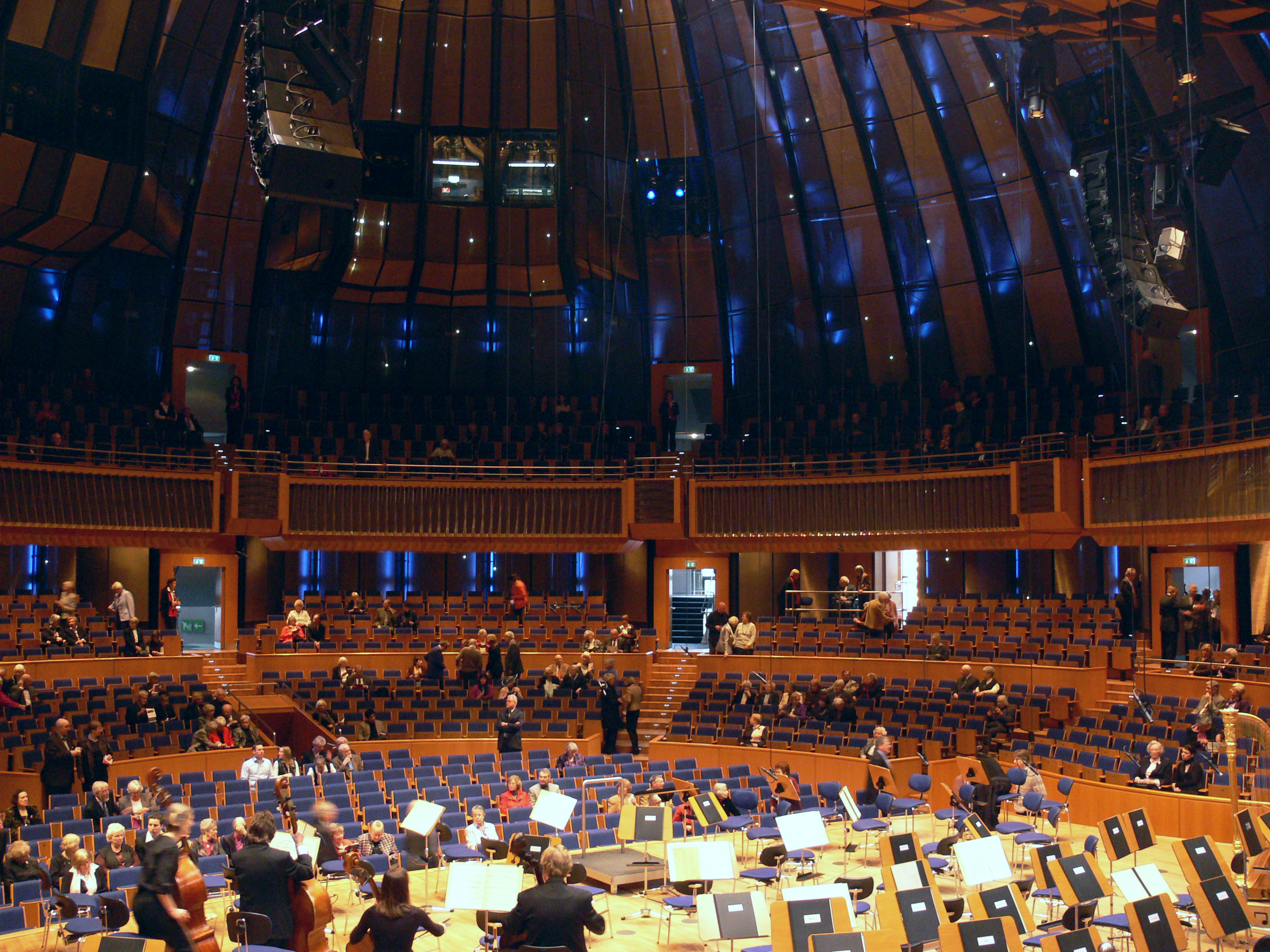
Большой зал филармонии

Первые театральные представления в Дюссельдорфе датируются 1585 годом. Строительство дюссельдорфского театра (нем. Düsseldorfer Schauspielhaus) в его нынешней форме, с современной архитектурой и изогнутыми контурами завершено в 1970 году. Он расположен на Güstav-Grügens-Platz, названной в честь его бывшего художественного руководителя Густафа Грюндгенса, и широко известен во всей Германии.
Другими крупными театрами рейнской метрополии являются Forum Freies Theater, состоящий из молодёжный театра Juta и Kammerspielen; классический бульварный театр Komödie Düsseldorf и возглавляемый известной театральной семьёй Хайнерсдорфов Theater an der Kö, специализирующийся на комедиях и современных постановках.
Крупнейший детский театр города Театральное ателье Takelgarn наряду с традиционными комедиями и дивертисментами, включает в себя и Kinderteather, где в постановках принимают участие дети и молодёжь. Расположенный на Helmholtzstraße кукольный театр, а также находящийся неподалёку от него во дворце Виттгеншайн театр марионеток ориентированы как на детей, так и на взрослых.

#### Опера, музыкальный театр и варьете
В Немецкой Рейнской опере (нем.  Deutsche Oper am Rhein) на Heinrich-Heine-Allee круглый год идут представления опер, балетов и оперетт. Построенная в 1925 году как планетарий, филармония (нем. Tonhalle Düsseldorf) является местом проведения концертов и других музыкальных мероприятий в области классической, джазовой и поп-музыки.
На набережной старого города под мостом Reinkniebrücke находится варьете Roncalli’s Apollo Variete — классический театр-варьете в стиле начала XX века. Крупнейший дюссельдорфский театр Capitol Theater, расположенный в здании бывшего трамвайного депо, специализируется на мюзиклах, шоу и проведении ивентов.

#### Кабаре
В Дюссельдофе находится и старейшее всё ещё существующее кабаре Германии — Kom(m)ödchen, основанное в 1946 году Каем и Лорой Лорентц.

### Музеи и галереи

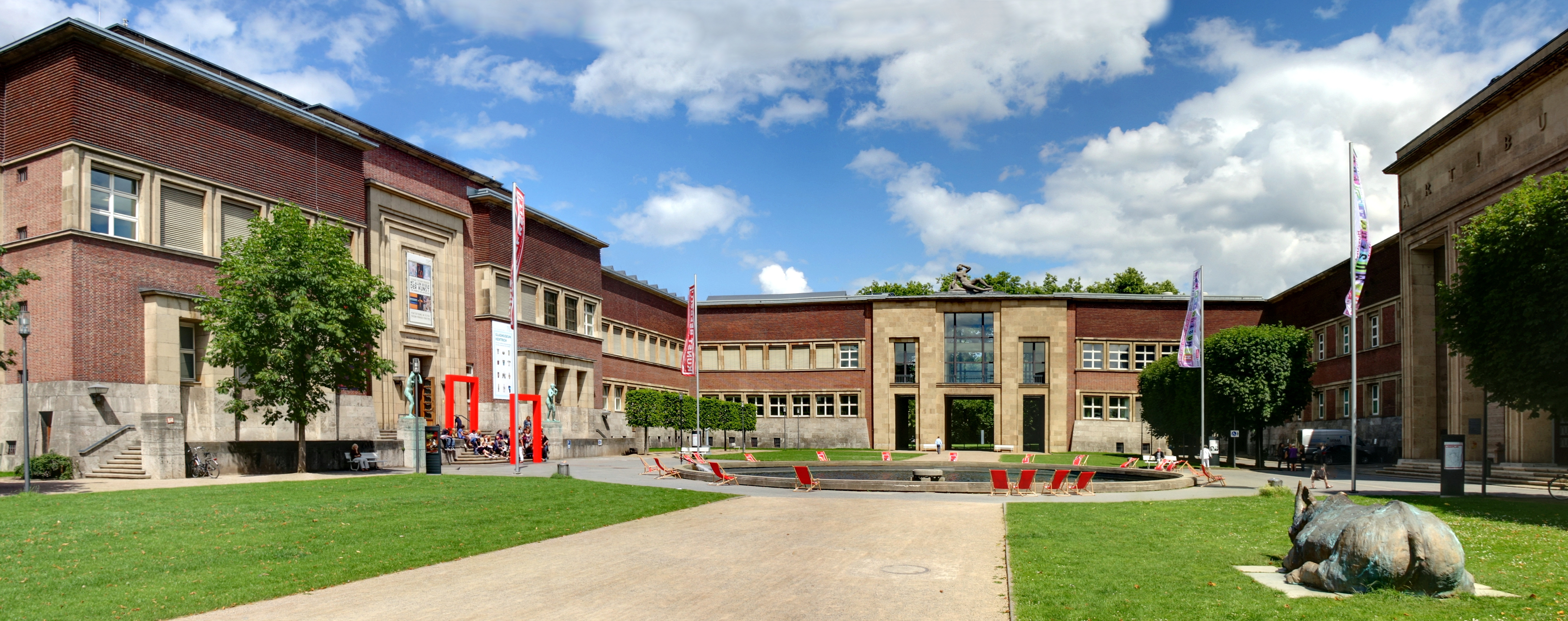
Музей Кунстпаласт

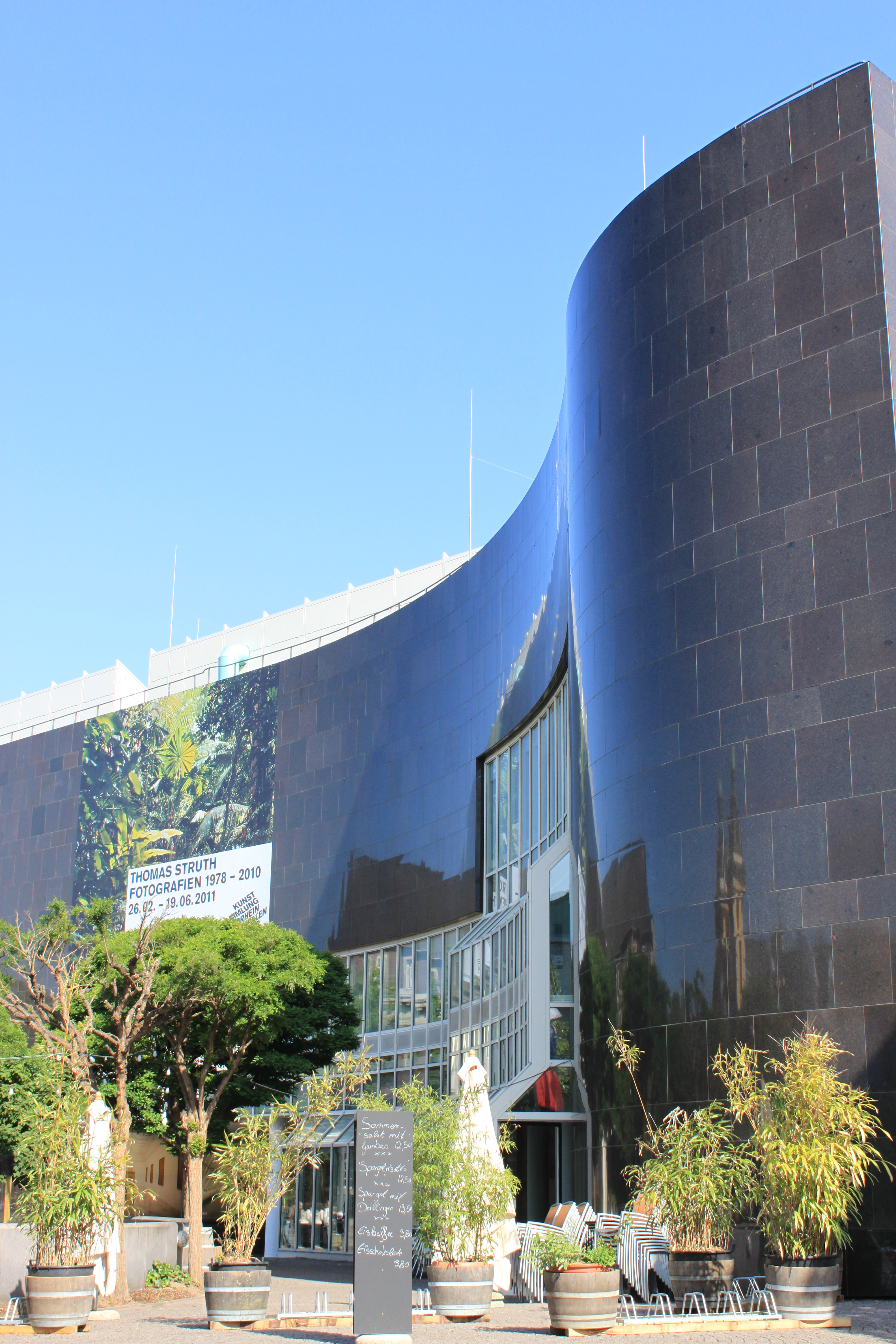
K20

#### Художественные музеи
Первая крупная коллекция картин была заложена курфюрстом Иоганном-Вильгельмом и его женой Анной-Марией Медичи. Она размещалась в построенной специально для неё в 1709—1714 годах Дюссельдорфской художественной галерее — одном из первых самостоятельных музейных зданий в мире. В 1805 году во время правления курфюрста Максимилиана IV, впоследствии ставшего королём Баварии Максимилианом I, большая часть коллекции была перенесена в Мюнхен и легла в основу собрания построенной в 1826—1836 годах Старой Пинакотеки и картинной галереи дворца Шлайсхайм.
Уже в XIX веке Дюссельдорфская академия художеств стала одним из столпов Дюссельдорфской художественной школы и крупным центром обучения пейзажистов и жанровых художников. Для того, чтобы дать выпускникам школы возможность презентации своих работ, в 1829 году, в городе было основано Объединение художников Рейнской области и Вестфалии, которое и сегодня организует регулярные выставки современного искусства. С 1967 года выставки общества проходят в построенном архитектором Конрадом Бекманом модернистском здании Дюссельдорфского выставочного зала на площади Grabbeплатц. В том же здании располагается и Kom(m)ödchen.
Оставшиеся в городе экспонаты Дюссельдорфской художественной галереи были размещены в музее Кунстпаласт. Кроме основной коллекции, включающей в себя работы старых мастеров, в том числе два крупноформатных полотна П. П. Рубенса и работы Л. Кранаха Старшего и живописи XIX века, в которой особо представлено немецкое искусство дюссельдорфской школы, в собрание также входит коллекция графики, насчитывающая около 70 тысяч работ. 14 тысяч из них являются даром Академии художеств Дюссельдорфа и представляют собой рисунки и гравюры выдающихся немецких и итальянских художников XV—XX веков — таких, как А. Альтдорфер и Микеланджело, П. Веронезе и Рафаэль. Наряду с европейским искусством, в музее также находится коллекция японской ксилографии и нецке.
В Дюссельдорфе, столице федеральной земли Северный Рейн-Вестфалия, располагается и Художественное собрание земли Северный Рейн-Вестфалия. Оно включает в себя два художественных музея: «K20» на площади Граббеплац и «K21» в «Штендехаусе» (нем. Ständehaus). В «K20» представлено искусство XX века, в частности произведения классического модерна. Искусство до 1945 г. представляют работы фовистов и экспрессионистов, «метафизическая живопись» (итал. pittura metafisica) и кубизм, а также творения художников из группы «Синий всадник», дадаистов и сюрреалистов. Искусство после 1945 г. представлено прежде всего произведениями американских художников — Джексона Поллока и Марка Ротко, Роберта Раушенберга и Энди Уорхола.
В «K21» собраны произведения искусства начиная с 1980 г., среди которых работы Марселя Броодтарса и Нам Юн Пайка. Здесь также представлены фотографические произведения Андреаса Гурски, Кандиды Хёфер, Томаса Руффа, Томаса Струта и Джеффа Уолла, а также видеоинсталляции Эйи-Лиизы Атилы и скульптура Томаса Шютте.
Своими художественными полотнами известен и Городской музей Дюссельдорфа (историко-краеведческий музей города).

#### Музеи литературы, театра и кино

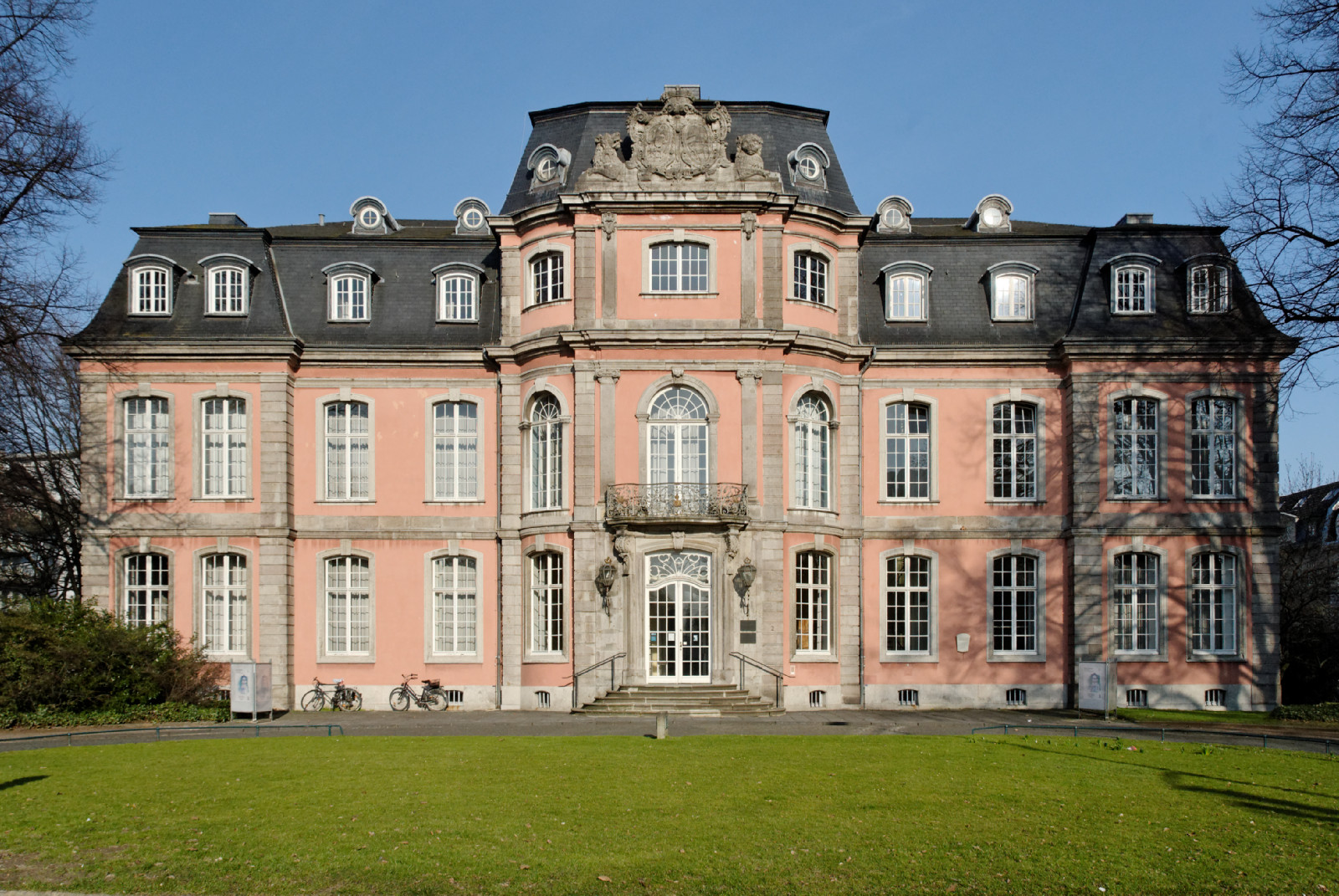
Музей Гёте в замке Jägerhof

Два городских музея посвящены дюссельдорфским поэтам. Творчество национального поэта Германии охватывает Музей Гёте (нем. Goethe-Museum), находящийся в замке Ягерхоф. В размещённую на нескольких этажах замка коллекцию входят рукописи, письма, первые издания многих работ, портреты и бюсты и множество других связанных с ним объектов. Постоянная выставка насчитывает около 1000 объектов, а для пользования библиотекой (около 20 000 томов) и оставшейся частью коллекции (около 50 000 объектов) посетителям доступен отдельный исследовательский зал.
Самому известному уроженцу города посвящён Институт Генриха Гейне (нем. Heinrich-Heine-Institut), расположенный в районе Карлштадт. В нём демонстрируются, среди прочего, множество оригинальных документов (как рукописей самого Гейне, так и материалов, связанных с его жизнью), часть наследства и его посмертная маска.
Также в Карлштадте располагается музей кино (нем. Filmmuseum Düsseldorf) с прилегающим к нему кинотеатром.

#### Естествознание и садоводство

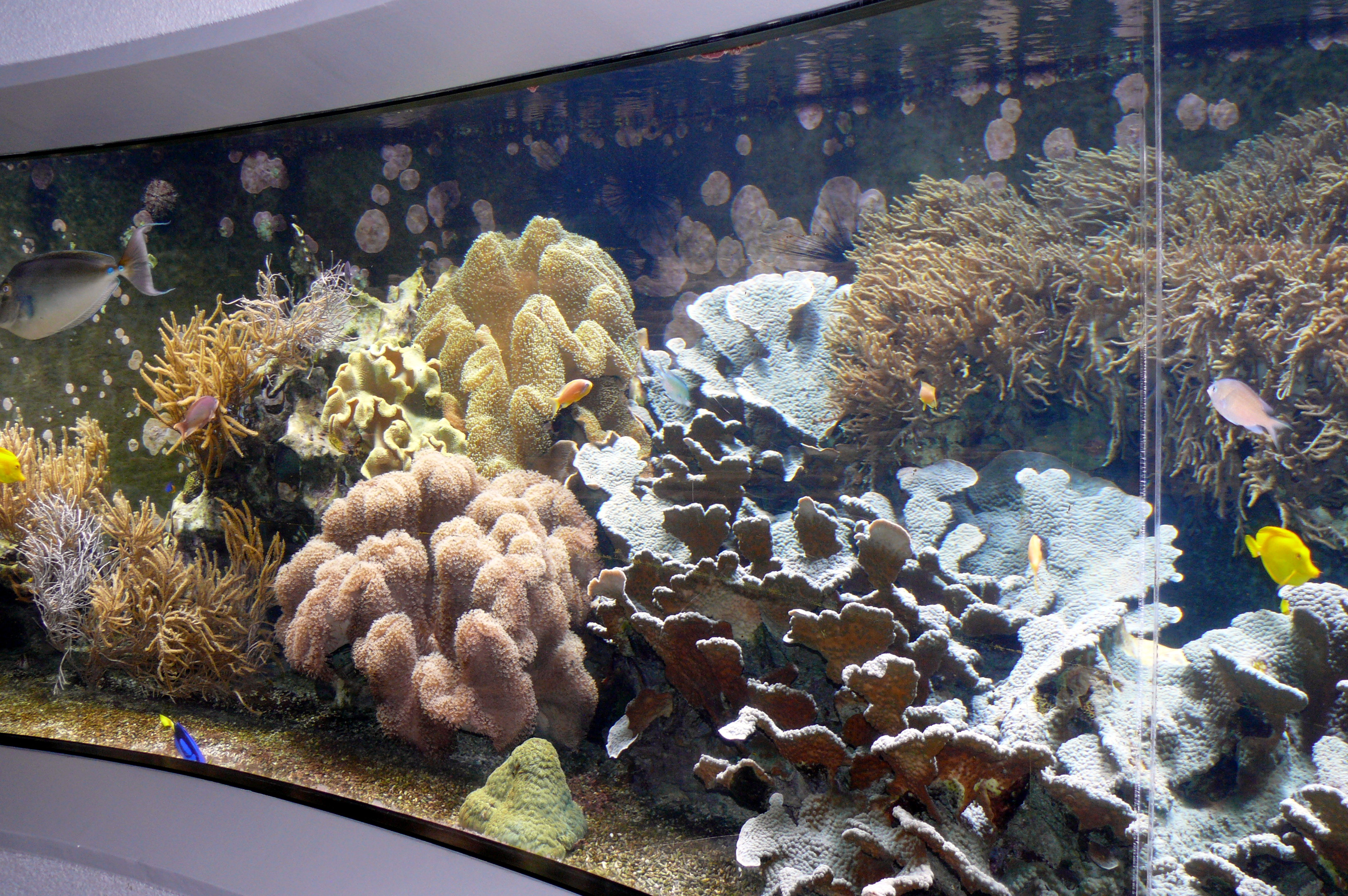
Аквариум, имитирующий коралловый риф

Самым посещаемым музеем Дюссельдорфа, насчитывающим более чем 400 тысяч посетителей в год, является Музей Лёбекке-Аквапарк. До конца 1980-х годов он располагался в бункере неподалёку от разбомбленного в 1943 году дюссельдорфского зоопарка, а затем переехал в построенное специально для него здание в северном парке. Концепция музея предусматривает смесь живых животных и окаменелостей, поясняющих табличек и других объектов, сгрупированных по определенной теме. К примеру, в теме «Адаптация высших позвоночных к жизни в воде» можно сравнить тела живых пингвинов, оригинальные скелеты кашалота, морского слона и окаменелого ихтиозавра. Наряду с водяными организмами в музее также есть коллекции моллюсков и геологических экспонатов.
Ещё одной достопримечательностью северного парка является подаренный японским сообществом города японский сад, открытый в 1976 году. В 1987 году на территории современного Южного парка состоялась всегерманская выставка садового искусства Bundesgartenschau.

### Образование
Будучи сначала столицей великого герцогства Бергского, а затем — прирейнской провинции, Дюссельдорф обеспечивал своим жителям достойный уровень образования. Так как растущее герцогство нуждалось в достаточном количестве специалистов, в 1545 была основана первая гимназия (сегодня носящая название Görres-Gymnasium). Работавшая при поддержке герцога Вильгельма, она выпускала церковных служителей и юристов. C XIX века город становится центром обучения художников, а в начале XX века в нём появляется и медицинская академия.
Крупнейшими образовательными учреждениями Дюссельдорфа являются:
- Университет им. Генриха Гейне (нем. Heinrich-Heine-Universität), основанный в 1907 как академия практической медицины и получивший статус университета в 1965[71]. Основными направлениями преподавания являются естественные науки, математика, юриспруденция, медицина, иностранные языки, философия, различные экономические и социальные специальности. В университете обучаются около 17.600 студентов.
- Fachhochschule Düsseldorf — высшее специальное учебное заведение, специализирующееся на технических и экономических специальностях. Основанная в 1971 г, она располагает помещениями как на территории университета им. Генриха Гейне, так и на севере города (где сконцентрированы технические специальности). В настоящее время в ней обучаются около 7800 студентов[72].
- Дюссельдорфская академия художеств (нем. Kunstakademie Düsseldorf), основанная в 1773, к середине XIX века стала центром дюссельдорфской школы живописи, которая, однако, простиралась далеко за пределы круга учеников и преподавателей академии[73]. В 1970—80 разгорелся крупный конфликт между профессорами академии и Йозефом Бойсом после того, как последний вместе с не принятыми абитуриентами захватил академический секретариат. В настоящее время в академии обучаются около 370 студентов.
- Robert-Schumann-Hochschule, преобразованная из основанной в 1935 году консерватории им. Роберта Шумана, предлагает наряду с традиционным музыкальным образованием и специальность «Аудио- и видеотехника».
- Один из учебных центров эссенской высшей школы экономики и менеджента (нем. Fachhochschule für Oekonomie & Management).

С 27 по 31 августа 2003 года в Дюссельдорфе проходили вторые международные молодёжные Дельфийские игры под патронатом Совета Европы.

### Издательства
- Групелло.

## Достопримечательности

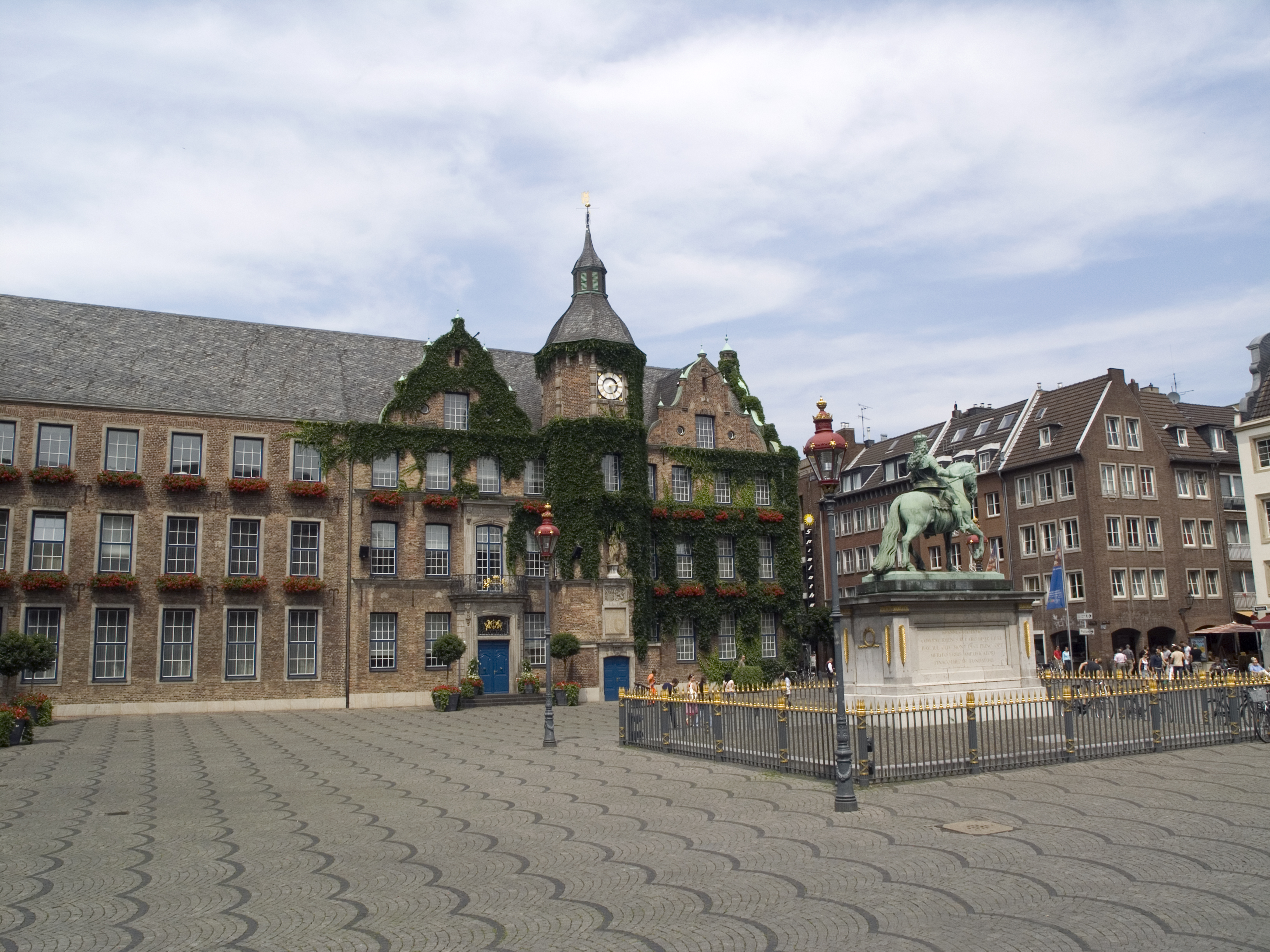
Рыночная площадь

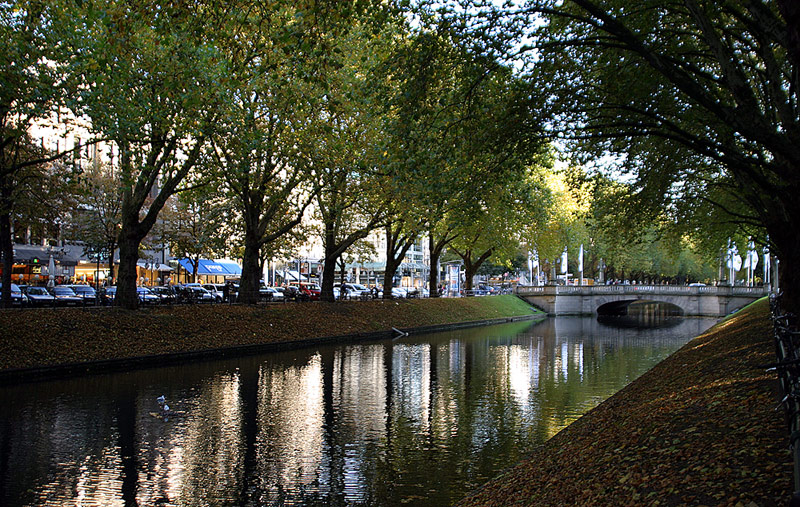
Дюссель в центре Kё

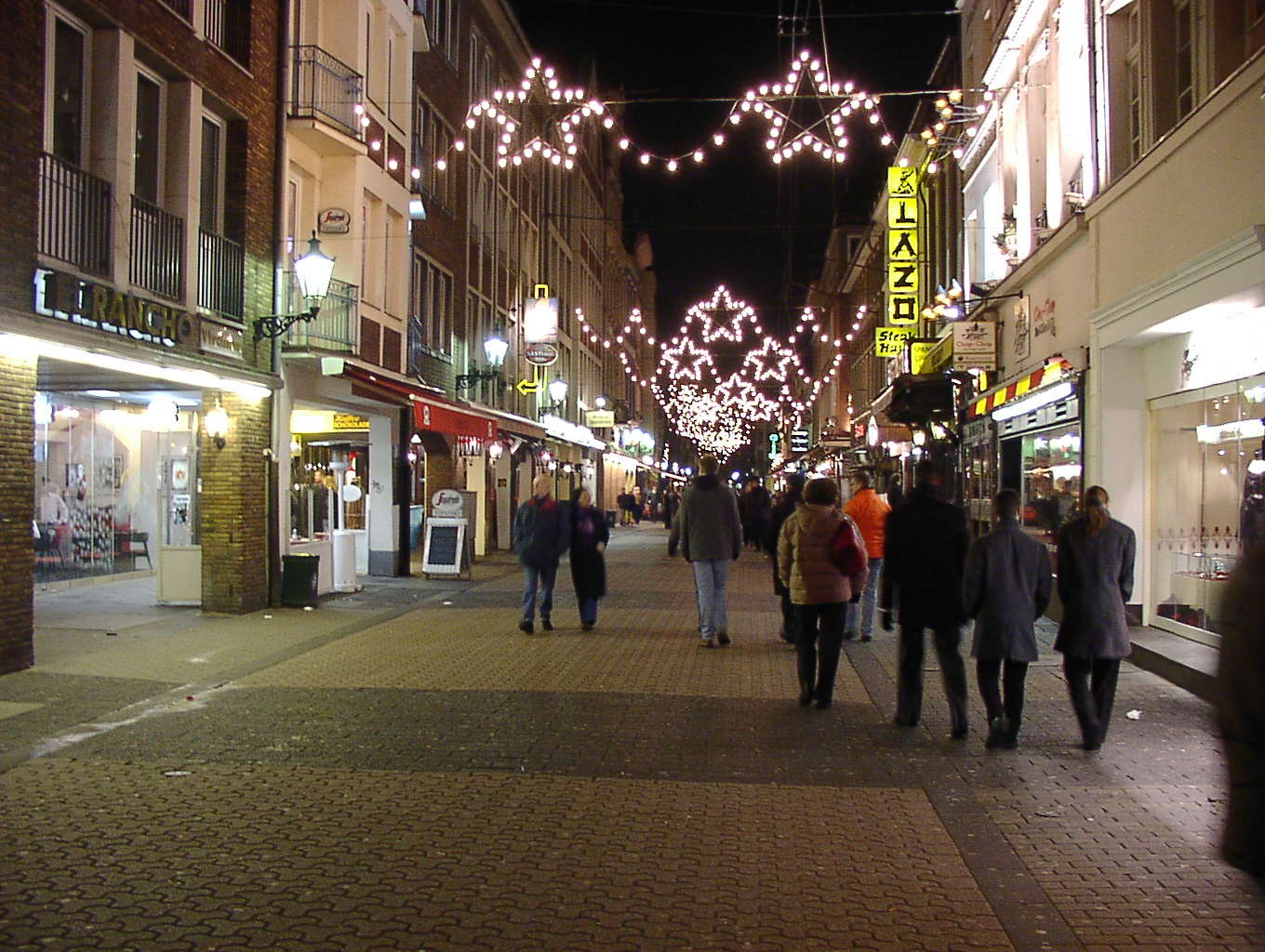
Улица Болькерштрассе в старом городе

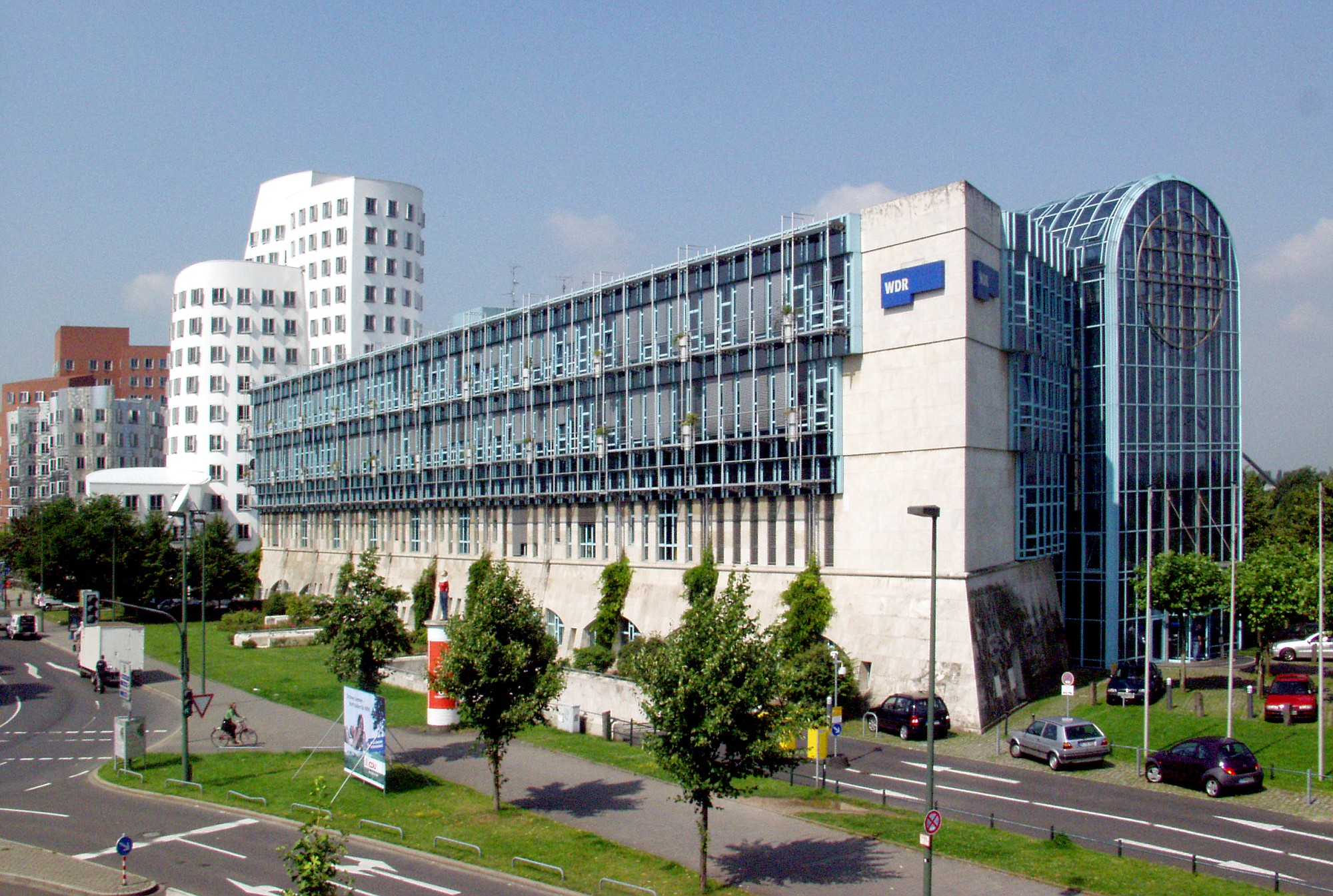
Штаб-квартира WDR в Medienhafen

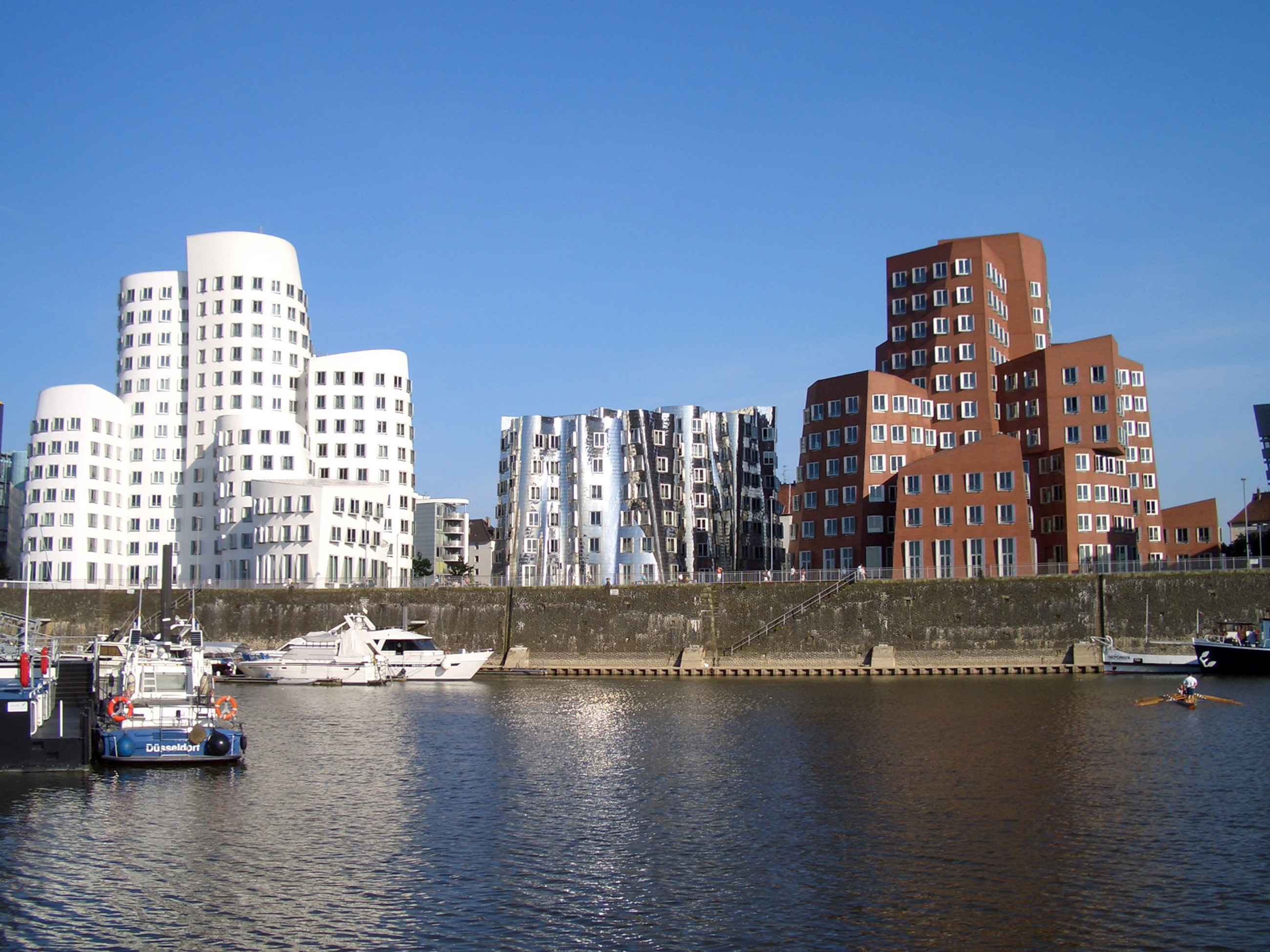
Новая таможня в Medienhafen

Физическим и культурным центром города с момента основания и по сегодняшние дни является Старый город (нем. Altstadt). Лежащий между Рейном на западе и аллеей Генриха Гейне на востоке, он занимает площадь около 0,5 км², на которой располагаются свыше 260 ресторанов и кафе. Из-за большого количества баров, как в центре старого города, так и на набережной Рейна, этой район получил прозвище «Самая длинная барная стойка в мире» (нем. Längste Theke der Welt). Старый город является центром производства и потребления тёмного пива альтбир, многие бары предлагают также пильзнер (обычно сразу из бочек), а в последнее время, несмотря на традиционное соперничество между Дюссельдорфом и Кёльном — даже кёльш.
Центральной улицей Дюссельдорфа является бульвар Королевская аллея, проходящий с севера на юг, лежащий параллельно аллее Генриха Гейне (Heinrich-Heine-Allee) и называемый жителями Kё (нем. Kö). Бульвар разделён протекающим посередине каналом, в котором течёт Дюссель и через который переброшены многочисленные мосты. Западная сторона бульвара занята в основном финансовыми учреждениями, восточная — магазинами. Большинство карнавалов и городских гуляний проходит на Kё.
Южнее старого города, вверх по течению Рейна располагается Медиагавань Medienhafen. Построенная в 1970—80 на месте старой гавани, ставшей нерентабельной в связи со спадом объёмов производства, Медиагавань представляет собой комплекс зданий, в которых находятся штаб-квартиры различных средств массовой информации (WDR, nrw.tv, Antenne Düsseldorf, GIGA), ландтаг Северного Рейна — Вестфалии, дюссельдорфская телебашня Rheinturm. Рядом с ними появились многочисленные кинотеатры и рестораны, обеспечивающие бурную ночную жизнь.
- Дворец Бенрат
- Базилика святого Ламберта, Альтштадт
- Дюссельдорфский замок[нем.]
- Рыночная площадь с ратушей
- Замок Хельторф
- Замок Калькум
- Руины императорского дворца в Кайзерверте

### Парки
- Парк Хофгартен
- Парк при дворце Бенрат
- Ланцшерский парк
- Парк при замке Калькум

### Утраченные достопримечательности
- Арабское кафе
- Старый Тонхалле

### Дюссельдорфский карнавал
Дюссельдорфский карнавал — один из самых известных рейнских карнавалов с более чем 500-летней традицией. Уже в 1440 году хрониками зафиксировано проведение пышных карнавальных празднеств при княжьих дворах. С особым размахом карнавалы проводились в XVII—XVIII веках в период 37-летнего правления пфальцского курфюрста Иоганна Вильгельма, который вместе со своей женой Луизой веселился с народом. В настоящее время ежегодно 11 ноября карнавальные общества начинают подготовку к карнавалу. В январе-феврале проходят костюмированные балы, специальные карнавалы для детей, домохозяек, пожилых людей и т. д., с парадами «гвардии принца», с избранием принца и принцессы карнавала, с проделками шутов, присуждением карнавальных орденов. Карнавальные празднества проходят под каким-либо девизом, например: «Глобус вертится — Дюссельдорф веселится». Карнавал завершается тремя «сумасшедшими днями» с шествием в «розовый понедельник».

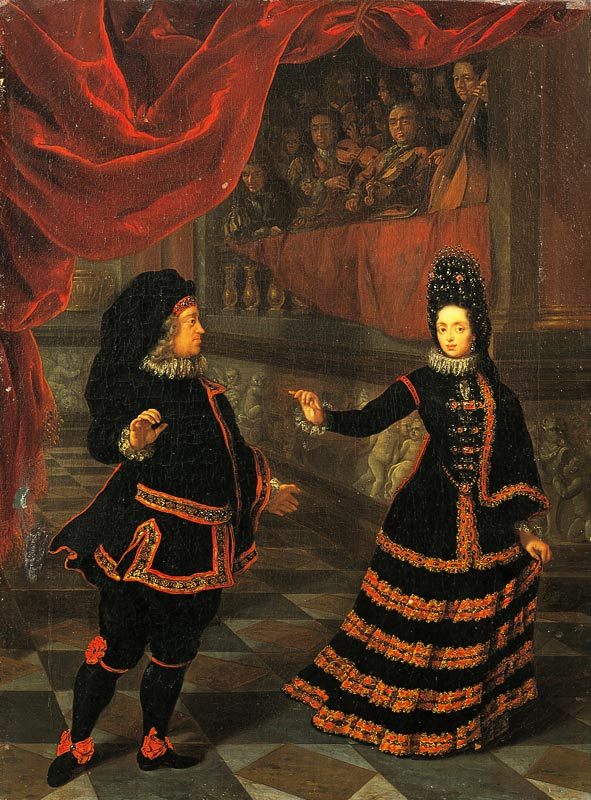
Курфюрст Иоганн Вильгельм и Анна Мария Луиза на карнавале — картина Яна ван Доувена (1695)
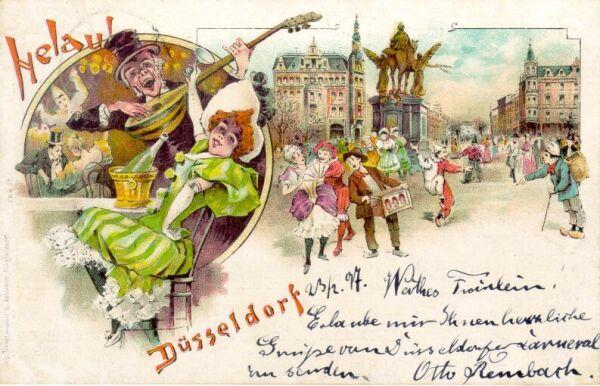
Дюссельдорфский карнавал — открытка (1897)
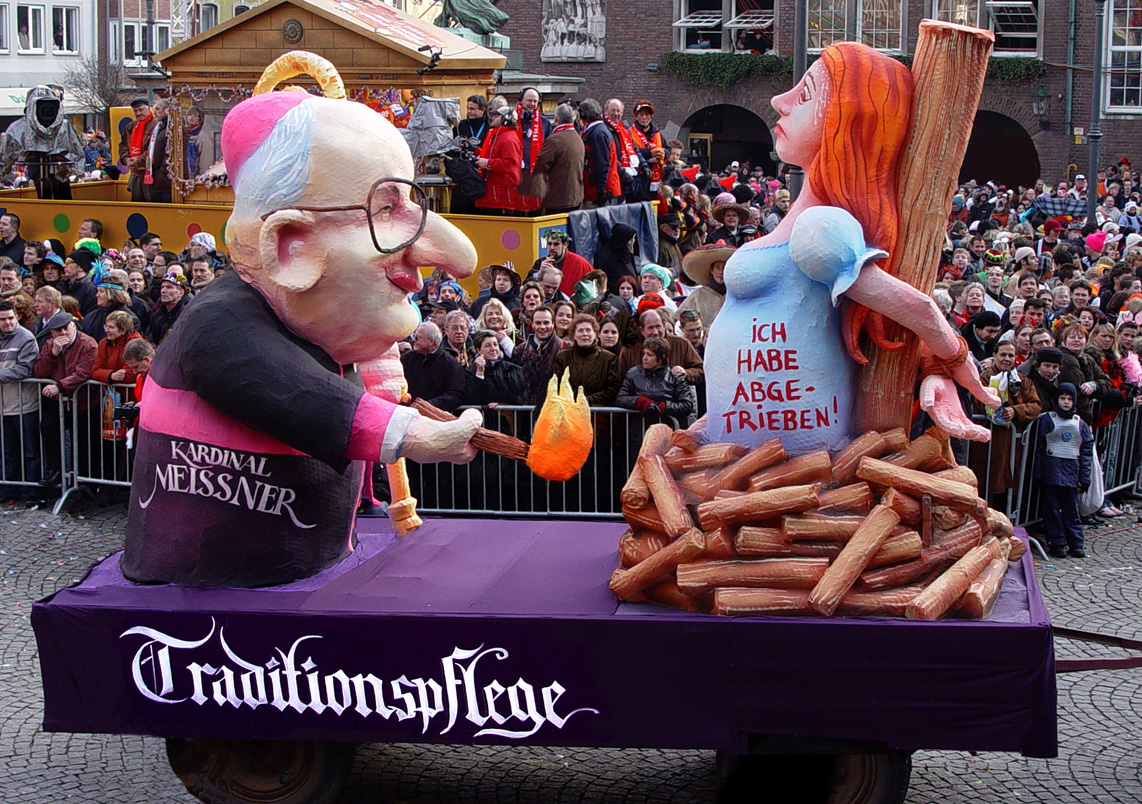
Карнавальная платформа с критикой кардинала Мейснера (2005)
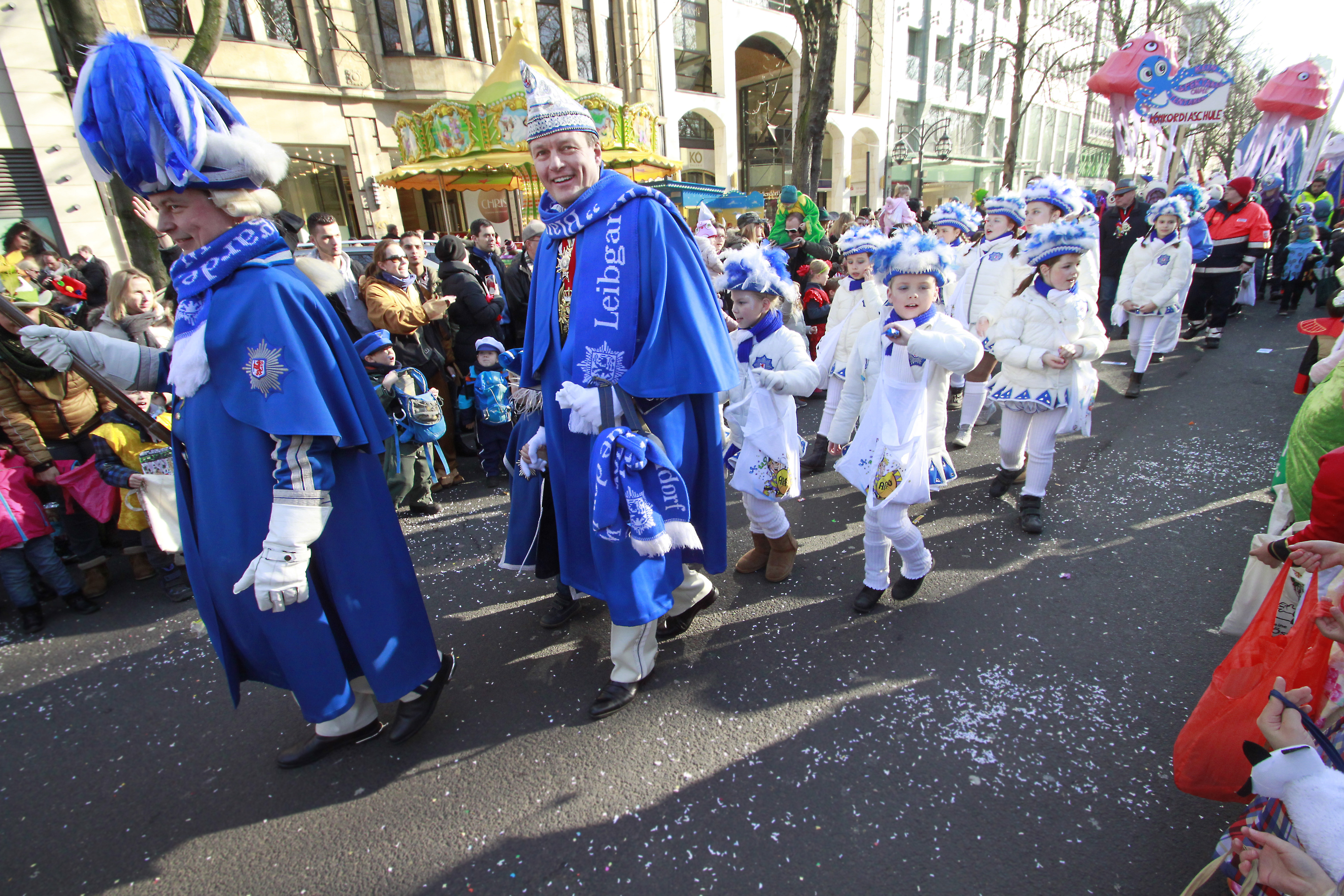
Детский парад на карнавале (2015)

### Дюссельдорфский кирмес
Дюссельдорфский кирмес — ярмарка аттракционов и развлечений («Весёлая ярмарка»). Один из самых грандиозных праздников в Германии, который сравнивают с праздником «Октоберфест» в Мюнхене. На праздник ежегодно съезжаются более 4 млн гостей. Проводится в июле на живописных Рейнских лугах. Организатор — дюссельдорфский «Союз стрелков св. Себастьяна». В рамках ярмарки устраивается шествие стрелковых гильдий. Ежегодный кирмес посвящают покровителю города — св. Аполлинарию, день которого отмечают 23 июля. По преданию, в XIV веке мощи св. Аполлинария по распоряжению Папы Римского были перевезены из города Ремаген в Дюссельдорф и правящий в то время бергский герцог Вильгельм утверждал, что ежегодный июльский кирмес в Дюссельдорфе устраивается в честь этого святого. В течение многих лет между организаторами фестиваля и католической церковью в Дюссельдорфе идёт спор о названии фестиваля. Католическая церковь желает изменить «Крупнейшая весёлая ярмарка на Рейне» в «Ярмарку Аполлинария», чтобы подчеркнуть религиозную основу фестиваля. Организационный клуб стрелков отвергает это предложение, утверждая, что действующее название, используемое с 1970-х годов закреплено в памяти людей и является эффективным брендом.

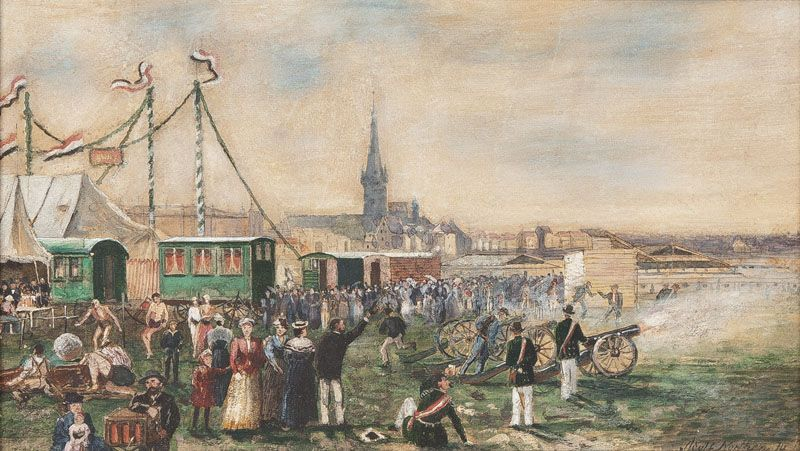
Весёлая ярмарка в Дюссельдорфе — картина Адольфа Севера (1874)
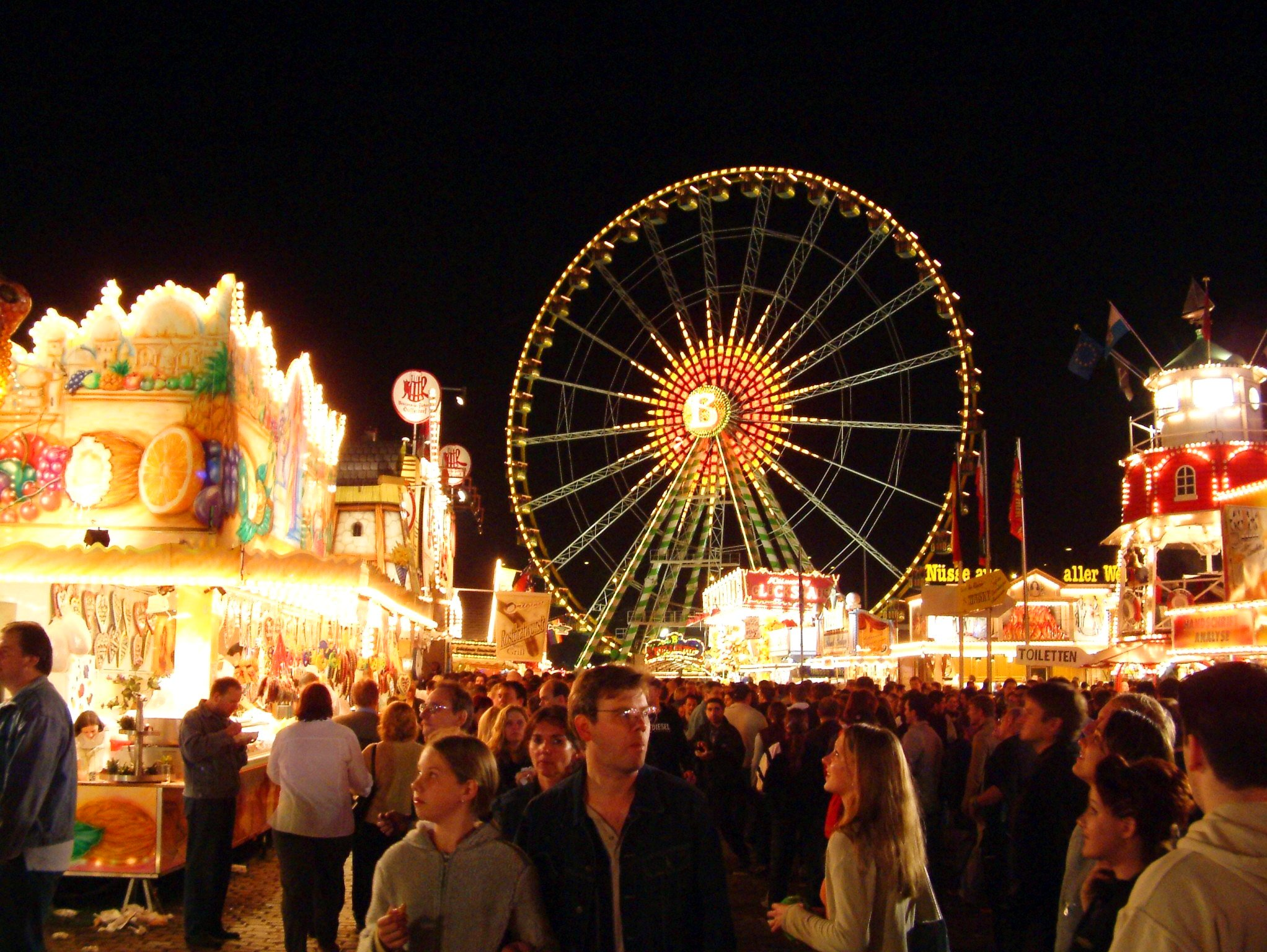
Весёлая ярмарка на Рейне (2002)
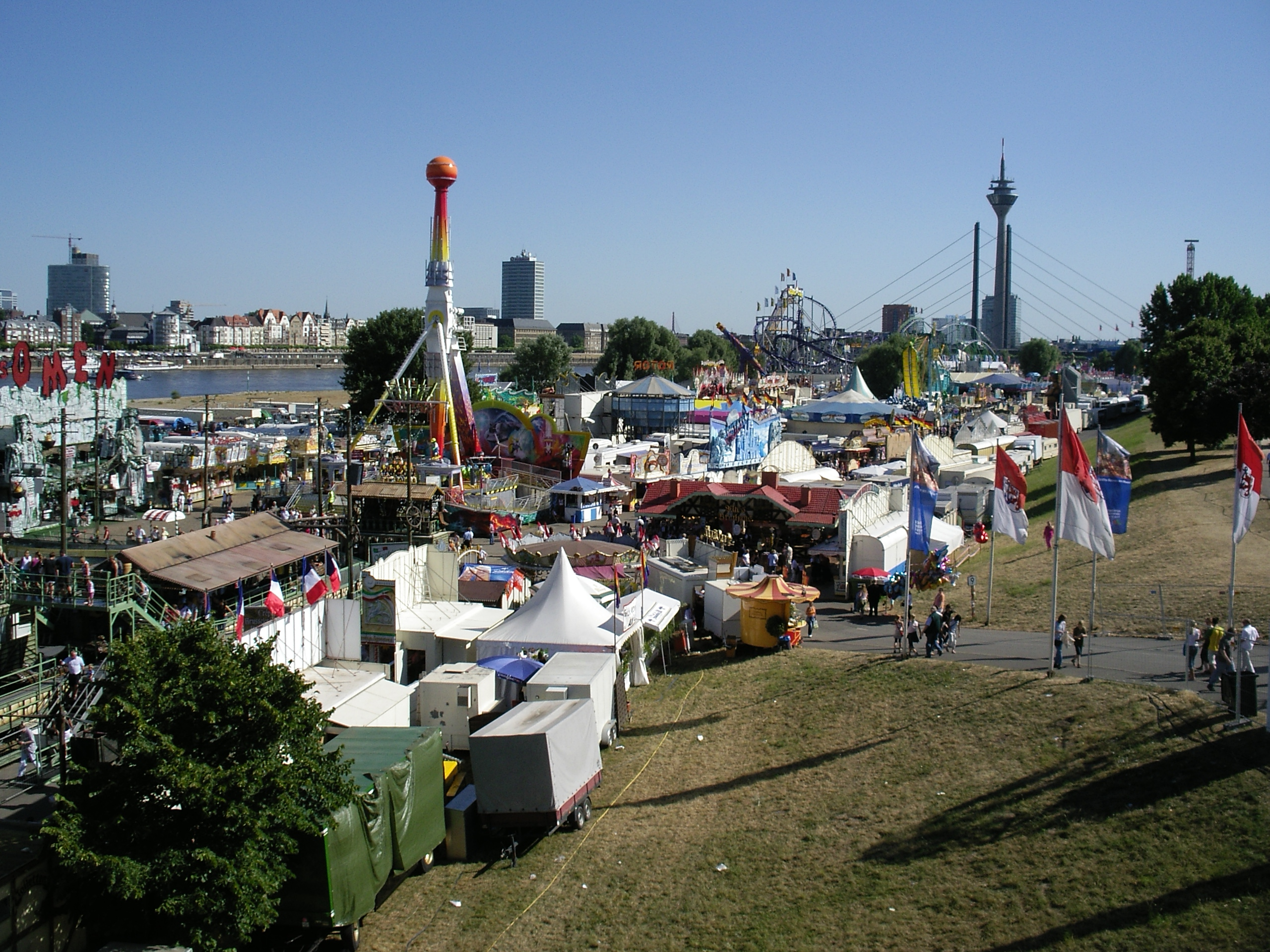
Дюссельдорфский кирмес (2006)
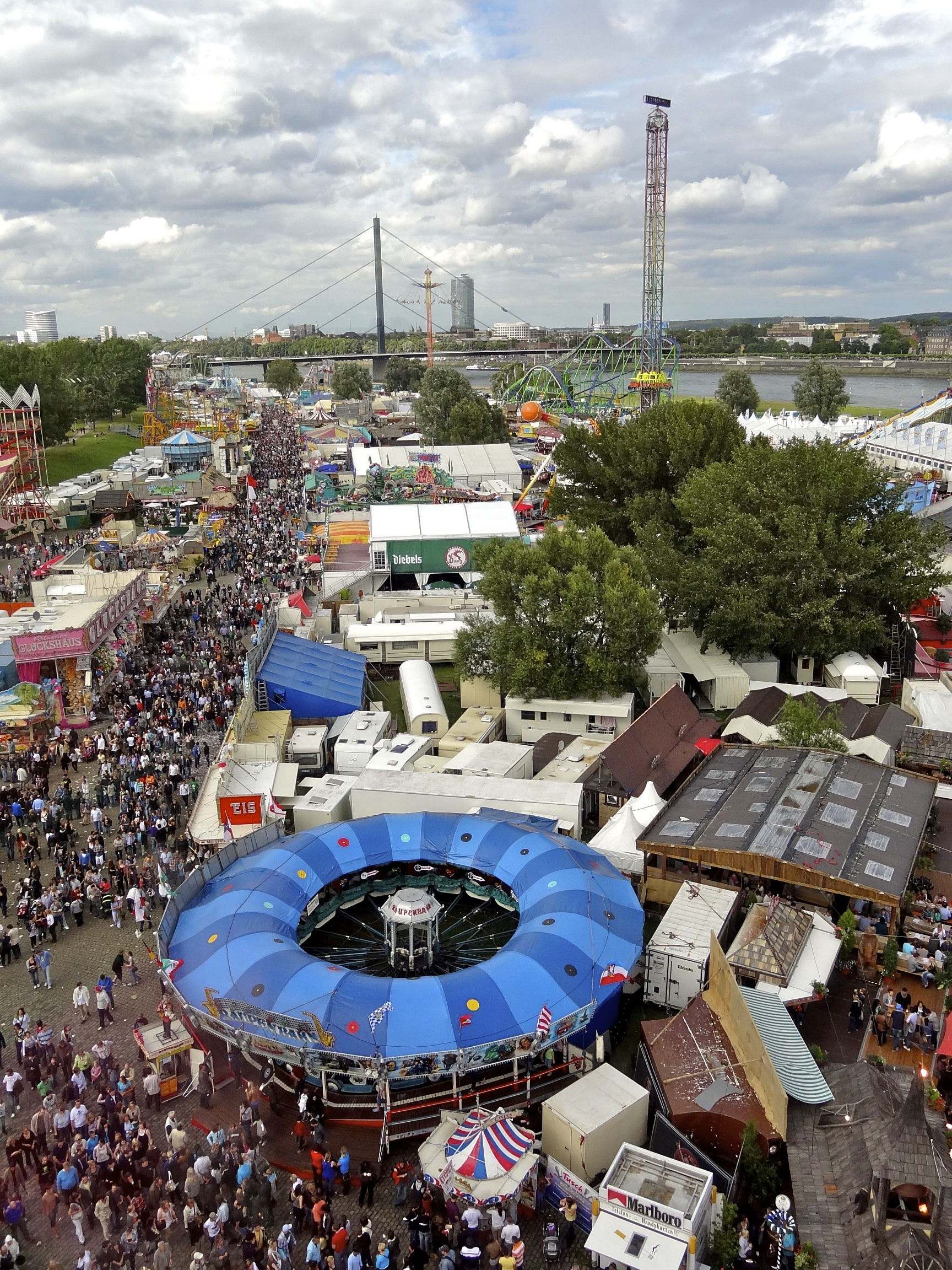
Вид на ярмарку с колеса обозрения (2011)

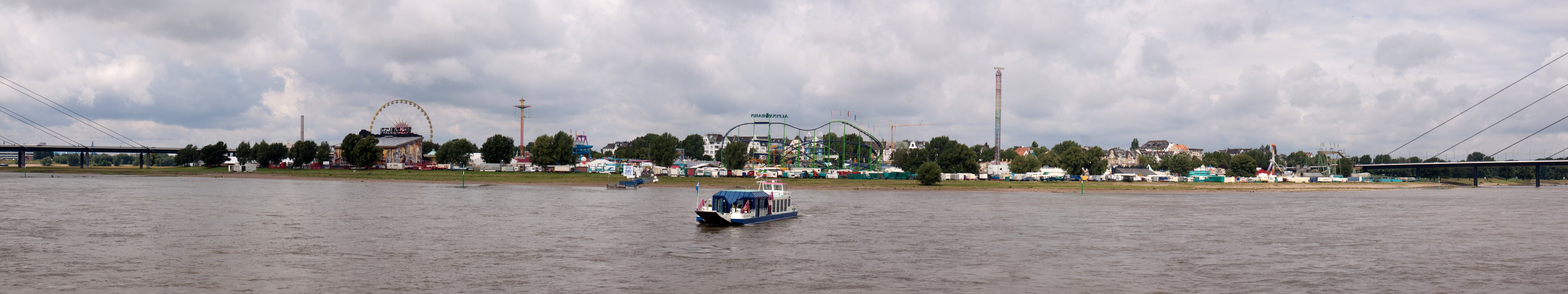
Вид на Дюссельдорфский кирмес днём с противоположного берега Рейна (2009)
Вид на Дюссельдорфский кирмес ночью с противоположного берега Рейна (2013)

### Праздник св. Мартина
Праздник святого Мартина — детский праздник, один из самых любимых в Дюссельдорфе. Проводится ежегодно 10 или 11 ноября, в День святого Мартина. Вечером по улицам старого города проходит «шествие Мартина», в котором принимают участие тысячи детей с разноцветными фонариками. Праздник достигает кульминации на площади перед ратушей, в момент инсценировки легенды о св. Мартине: происходит «раздел плаща». К «св. Мартину», сидящему на коне, обращается дрожащий от холода «нищий». Св. Мартин останавливает свою лошадь, вынимает меч, одним ударом рассекает свой плащ на две части и половину отдаёт нищему. После шествия дети отправляются собирать подарки — «грипшен». Дети с песнями ходят от дома к дому, их одаривают сладостями. «Св. Мартин» раздаёт свои подарки и в школах, в этот день ни один ребёнок не остаётся без «кулька Мартина». Традиционное блюдо дня дома и в ресторанах — жареный гусь. Подготовка к празднику начинается уже в сентябре-октябре, когда дети в школе и дома мастерят фонарики, факелы, репетируют песни в честь св. Мартина. Ежегодно в конце октября — начале ноября проводятся выставки самодельных «фонариков Мартина», лучших мастеров премируют в ноябре.

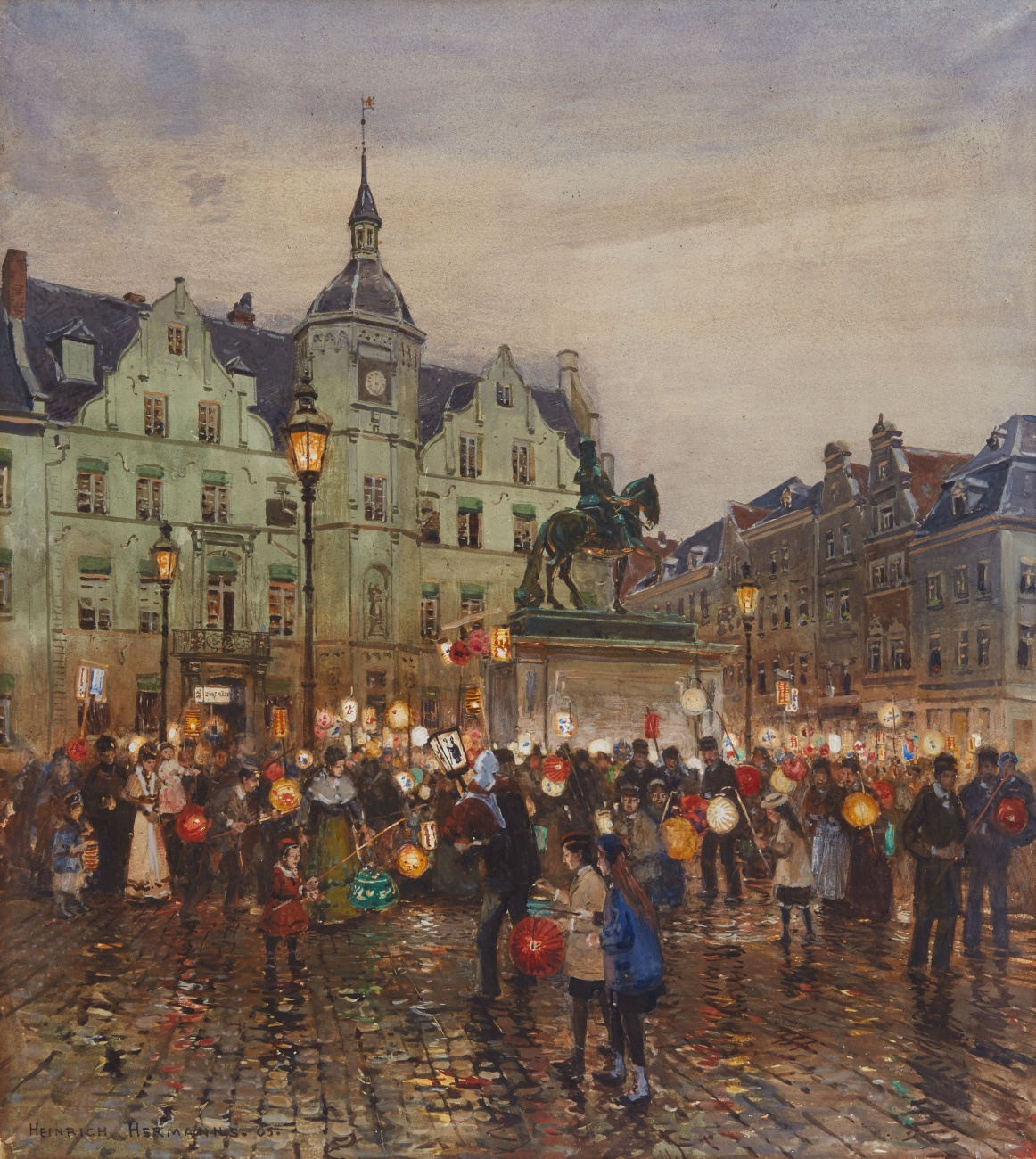
Праздник св. Мартина в Дюссельдорфе — акварель Генриха Германа (1905)
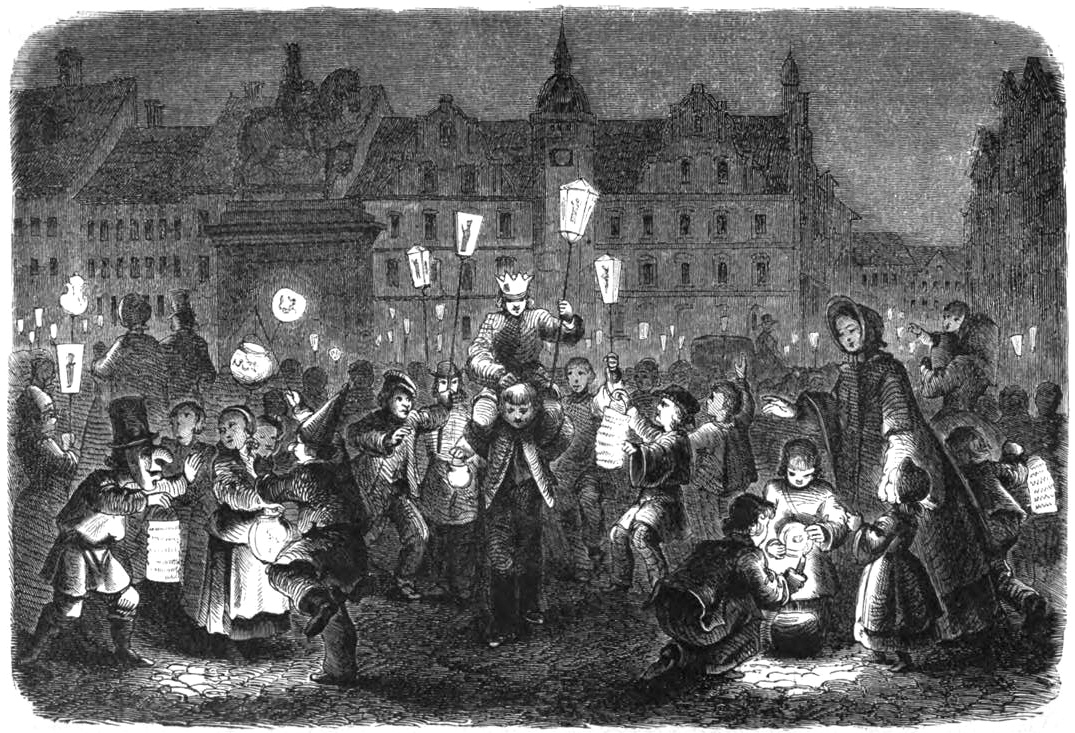
Праздник св. Мартина в Дюссельдорфе (1863)
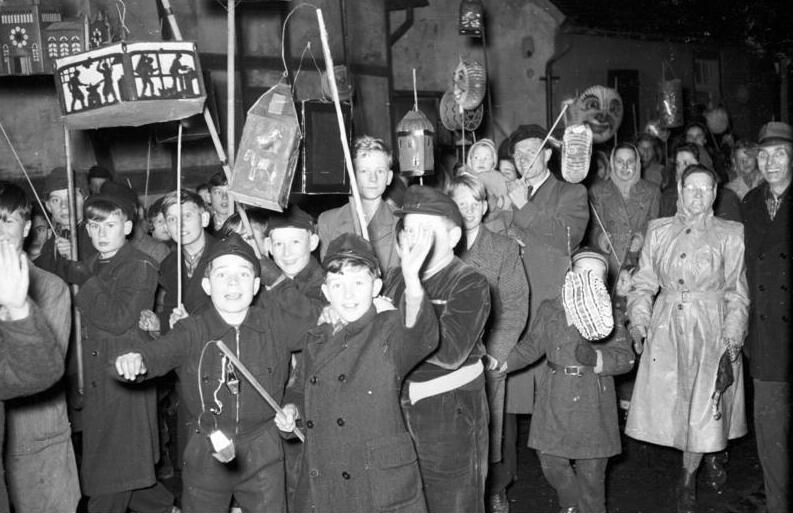
Праздник св. Мартина в Дюссельдорфе (1948)

## Спорт

### Лыжные гонки
В декабре каждый год в городе проходит этап Кубка Мира по лыжным гонкам (в формате «гонка в городе», в самом центре Дюссельдорфа на искусственном снегу). Программа соревнований традиционна — спринт и командный спринт (соревнования проходят коньком).

### Футбол

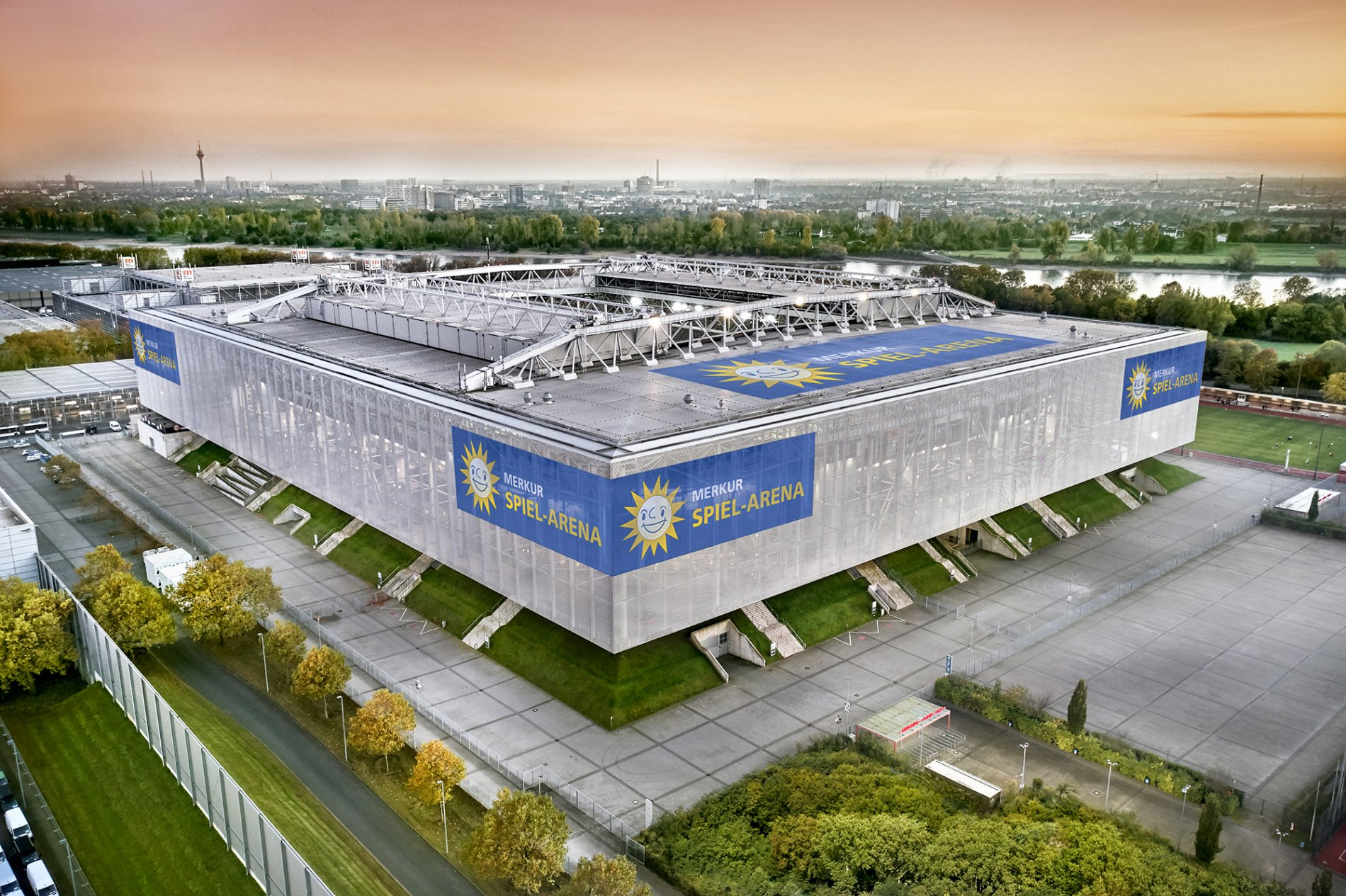
«Меркур Шпиль-Арена»

Самая известная городская футбольная команда «Фортуна» — чемпион Германии (1933), двукратный обладатель Кубка Германии (1979 и 1980), финалист Кубка обладателей Кубков (1979). В 2010-х годах в основном играет во второй бундеслиге. С 2018 года играет в первой Бундеслиге. Домашним стадионом команды является «Меркур Шпиль-Арена» с 51 500 сидячих мест, открытый в 2005 году (в 2011 году на стадионе проходил конкурс песни «Евровидение 2011»).

### Хоккей

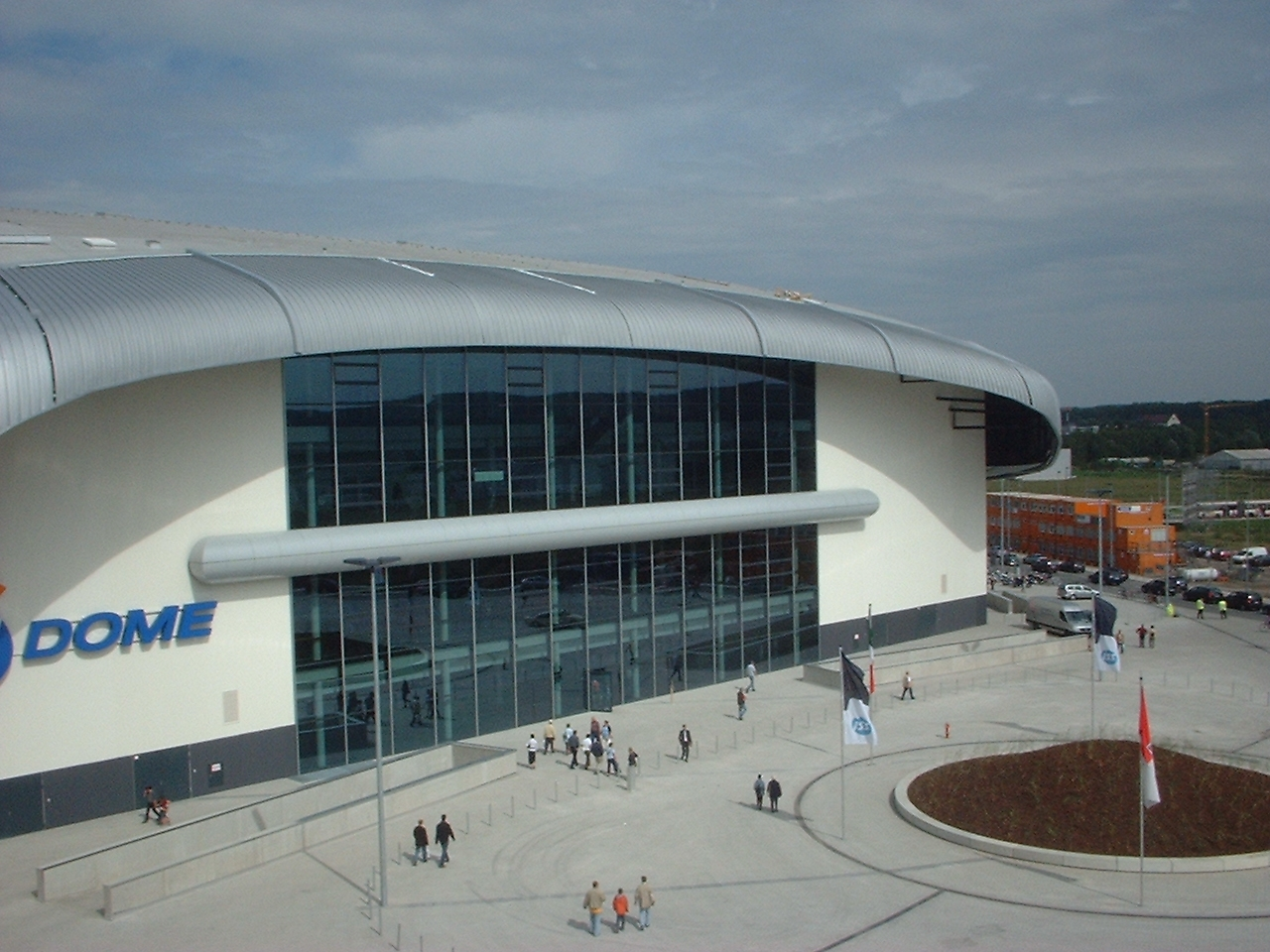
ISS Dome

Основанная в 1935 году команда «ДЕГ Метро Старс» (нем. DEG Metro Stars) — восьмикратный чемпион Германии (1967, 1972, 1975, 1990—1993, 1996), обладатель Кубка Германии (2006), вице-чемпион Европы (1992). С сезона 2006/07 играет на новом стадионе ISS-Dome на севере Дюссельдорфа (район Rath) с 12 500 сидячих мест. Во время хоккейных игр часть трибун преобразуются в 4000 стоячих мест, благодаря чему общая вместимость увеличивается до 13 400.

### Баскетбол
Мужская баскетбольная команда Düsseldorf Magics, играющая в Burg-Wächter Castello на юге Дюссельдорфа, в последние годы стабильно занимает места в верхней части таблицы второй бундеслиги.
Женская команда DJK Agon 08 Düsseldorf — двенадцатикратный чемпион Германии (1975, 1980—1988, 1990, 1991), шестикратный обладатель кубка Германии (1980, 1981, 1983—1986, 1988) и двукратный финалист европейского Кубка Чемпионов по баскетболу (1983, 1986).

## Города-побратимы
У Дюссельдорфа есть шесть городов-побратимов:
- Рединг (Великобритания, с 1988 г., связи между городами существовали ещё с 1947 г.)
- Хайфа (Израиль, с 1988 г., дружеские отношения с 1978 г.)
- Хемниц (бывшая ГДР, ныне ФРГ, с 1988 г.)
- Варшава (Польша, с 1989 г.)
- Чунцин (Китай, с 2004 г.)
- Черновцы (Украина, с 2022 г.)
- Тиба (Япония, с 2019 г.)
- Палермо (Италия, с 2016 г.)

C 1992 года городом-побратимом Дюссельдорфа также была Москва (Россия), однако в 2022 году, спустя два дня после начала широкомасштабного вторжения России на Украину, партнёрские отношения были разорваны.
Дружеские отношения существуют также с городами Белград (Сербия), Белу-Оризонти (Бразилия), Лиллехаммер (Норвегия), Мбомбела (ЮАР), Пальма-де-Майорка (Испания), Тиба (Япония), Тулуза (Франция) и Чикаго (США).